# ニキータ・フルシチョフ
ニキータ・セルゲーエヴィチ・フルシチョフ（ロシア語: Ники́та Серге́евич Хрущёв、 発音、ウクライナ語: Мики́та Сергі́йович Хрущо́в、ムキータ・セルヒーヨヴィチ・フルシチョーフ、ラテン文字表記の例：Nikita Sergeyevich Khrushchev、1894年4月17日 - 1971年9月11日）は、ソビエト連邦の政治家。ソ連共産党中央委員会第一書記（1953年 - 1964年）、閣僚会議議長（首相）（1958年 - 1964年）を務め、11年間に渡って同国の最高指導者であった。軍人としての最終階級は中将で、ソ連邦英雄、社会主義労働英雄（3回）、レーニン勲章（7回）、ブルガリア人民共和国英雄などの称号や勲章を持つ。なお、民族的にはロシア人である。

## 概要
1953年9月、第一書記に就任し、失脚する1964年10月まで最高指導者の地位にあった。1956年2月のスターリン批判によってその独裁と恐怖政治を世界に暴露し、非スターリン化を掲げた。在任時にはアメリカ合衆国を中心とする西側陣営と平和共存を図り、軍拡競争を抑制して軍縮と宇宙開発競争を積極的に行った。他方で中華人民共和国・アルバニアと激しく対立し、ハンガリー動乱に際して軍事介入を行い、キューバに核ミサイルを配備してキューバ危機を招いた。また、自身が無神論者であった為に宗教に対する弾圧を再び強化した。

## 生涯

### 生い立ち
フルシチョフは1894年4月15日、ロシア帝国のクルスク県カリノフカ（現在のロシアのクルスク州にあり、ウクライナ国境に近い村カリノフカ）で生まれた。 炭鉱夫の父セルゲイ・フルシチョフと母クセーニャ・フルシチョワはロシアの貧しい農民で、フルシチョフの2歳年下の娘イリーナがいた。
母方の祖父は農奴でロシア帝国陸軍に勤務していた。家族と共にウクライナ・ドンバス地方のユゾフカ（スターリノ、現在のドネツィク）に移り、15歳で鉛管工として働き始める。第一次世界大戦では工場で勤務していたため、徴兵を猶予された。セルゲイ・フルシチョフは、ウクライナ東端のドンバス地域で、鉄道員、鉱山労働者、レンガ工場労働者など、多くの職に就いていた。賃金はクルスク地方よりもドンバス地方の方がはるかに高く、セルゲイ・フルシチョフは普段は家族をカリノフカに残し、十分な資金ができたときにカリノフカに戻った。
カリノフカは農民の村だった。フルシチョフの師であるリディア・シェフチェンコは後に、「カリノフカほど貧しい村は見たことがない」と語っている。フルシチョフは幼い頃から牧童として働いた。フルシチョフは4年間、村の学校とカリノフカの国立学校でシェフチェンコの指導を受けた。フルシチョフの回顧録によると、シェフチェンコは教会に通わない自由思想家で、村人を怒らせたという。彼女の兄がフルシチョフを訪問した際には、帝国政府によって禁止されていた本をフルシチョフに与えた。彼女はフルシチョフに進学を勧めたが、家計がそれを許さなかった。
1908年、セルゲイ・フルシチョフはドンバス地方のユゾフカ（現ウクライナのドネツク）に移り住み、14歳のフルシチョフはその年の暮れに、クセーニャ・フルシチョワとその娘はその後にやって来た。ユゾフカは1924年にスタリノ、1961年にドネツクと改名されるが、ロシア帝国で最も工業化が進んだ地域の中心にあった。フルシチョフの両親は、他の分野で短期間働いた後、フルシチョフに金属鍛冶工の見習いとしての場所を与えた。その見習い期間を終えると、10代のフルシチョフは工場に雇われた。レナ金鉱の虐殺の犠牲者の遺族のためにお金を集めたときにその職を失い、父親が労働組合の組織者だった近くのルチェンコヴォの鉱山で地下設備の修理のために雇われ、プラウダのコピーの配布や公開朗読会の開催を手伝った。後に彼は、より良い賃金を求めてアメリカへの移住を考えたが、そうはしなかったと述べている。彼は後に労働者時代をこう振り返った：
歩けるようになってすぐに働き始めた。15歳まで羊飼いとして働いた。外国人がロシア語を使うときに「小さな牛」と言うように、私は羊飼いで、資本家のために牛を飼っていた。その後、ドイツ人の工場で働き、フランス人経営の鉱山で働き、ベルギー人経営の化学工場で働いた。なぜなら、すべての仕事は尊敬に値するからである。
-ハリウッドでのフルシチョフの演説、ヴィクトル・スホトレフ訳
第一次世界大戦勃発後、フルシチョフは熟練の金属工であったため、徴兵を免除された。彼は、10つの鉱山の工房で勤務し、賃金と労働条件の改善や、戦争終結を求めるストライキに関わった。1914年には、鉱山の貨物操縦者の娘であるエフロシーニャ・ピサレワと結婚した。1915年には、娘のユリヤが生まれ、1917年には息子のレオニードが生まれた。
1917年、皇帝・ニコライ2世は退位し、ロシア臨時政府が成立したものの、ウクライナに対しては影響力はほとんど及ばなかった。フルシチョフはルッチェンコヴォにおける労働評議会（ソビエトのこと）に選出され、5月には議長となった。フルシチョフがボリシェヴィキに参加したのは、1918年のことであり、この時、白軍と赤軍との間で、 ロシア内戦が勃発した。フルシチョフの伝記作家・ウィリアム・トーブマンによると、フルシチョフが赤軍に参加するのが遅かった理由としては、経済発展を優先するメンシェヴィキに親近感を抱いており、一方で、ボリシェヴィキの方は政治的権力を求めていたためであろうとしている。フルシチョフの回想録では、フルシチョフは、多数の派閥との意思統一が難しく、座視していたとしている。
1918年3月、ボリシェヴィキは、中央同盟国と個別に和平を締結すると、ドイツ軍はドンバスを占領し、フルシチョフはカリノフカに、逃亡した。1918年の終わりごろか、1919年の初めに、フルシチョフは政治将校として赤軍に動員された。政治将校は、労働活動家よりも、むしろ軍の新兵に依存するようになったため創設された。そして、政治将校の役目は、軍の士気の向上と臨戦態勢を整えることであった。フルシチョフは、建設小隊の政治将校としてキャリアを歩み始め、建設大隊の政治将校に昇格し、2か月間の政治教育課程のために、前線から派遣された。フルシチョフは何度も銃火に晒されたが、後年フルシチョフが語ることになる実戦の体験談は、実戦よりも、自身とその部隊の文化的ぎこちなさに重きを置いた体験談が中心となっていた。1921年に内戦が終結し、フルシチョフは復員し、ドンバスの労働旅団に委員として赴任したものの、劣悪な環境で暮らすこととなった。
内戦によって、荒廃し、飢餓も広がっていた。そして、フルシチョフの妻もフルシチョフが従軍中、チフスによって死亡した。フルシチョフは、葬儀のために一旦帰還したものの、ボリシェヴィキに忠実であったため、妻の遺体が納められた棺が地元の教会の棺に入るのを拒否した。墓地へと棺を運ぶため、フルシチョフは、棺を持ち上げ、墓地のフェンスを乗り越えたため、村に衝撃を与えた。

### 党の幹部として
1921年、フルシチョフは、友人の伝手でドンバス地区のかつての職場でもあったルッチェンコヴォ鉱山の政治担当副所長に任命された。当該地区はボリシェヴィキはほとんどいなかった。当時、ボリシェヴィキ運動は、ウラジーミル・レーニンの新経済政策によって分裂しており、一定程度の私営企業を認め、あるボリシェヴィキは、この方針はイデオロギーの後退であるとみなされていた。フルシチョフの責務は政治であったが、一方で、内戦の混乱後に、鉱山においてフル生産の実現にも関与していた。フルシチョフは、機械の再稼働（機械の重要な部品や書類についてはソ連以前の所有者によって撤去されていた）を助力し、視察時は古い鉱山の服を着ていた。
フルシチョフは、ルッチェンコヴォ鉱山で立身出世し、1922年の中頃には、至近にあるパストゥホフ鉱山の管理職をオファーされた。しかし、フルシチョフはこのオファーを断り、上司の反対を押し切り、ユゾフカに新設された工科大学への配属を希望した。フルシチョフは、4年間しか教育を受けておらず、教育水準の低い学生のための教育プログラム、ラブファク(rabfak,Rabotchyi Fakultyet,英語では、労働者学部）に応募した。工科大学へ入学する一方で、フルシチョフは鉱山での勤務を続けていた。
フルシチョフを受け持ったある教師は、フルシチョフの成績は悪かったと評している。フルシチョフは、共産党で出世していた。1922年8月にラブファクに入学した直後、フルシチョフは、大学全体の党書記に任命され、ユゾフカの党委員会の評議会のメンバーになった。彼は、一時的にトロツキー派に加わり、政党民主主義に関して、スターリン派と対立した。フルシチョフは政治活動に専心し、学業に時間をさけなくなり、フルシチョフ自身によると、ラブファクを修了したと主張しているが、真実のところは不明である。
ウィリアム・トーブマンによると、フルシチョフが教育を受けられたのは、ニーナ・ペトロヴナ・フルシチョフによるところが大きく、彼女は、教養の高い党の組織者であり、ウクライナの裕福な農民の娘であったためである。ただし、ニーナ自身の回想によると、家は貧しかったという。ニキータ・フルシチョフとニーナは、生涯連れ添ったが、事実婚を貫いていた。2人の間には3人の子供が生まれた。1929年に娘のラダが生まれ、1935年に息子のセルゲイ・フルシチョフが生まれ、1937年に娘のエレナが生まれた。
1925年中頃、フルシチョフは、スタリーノ近くのペトロヴォ・マリンスキー地区の党書記に任命された。ペトロヴォ・マリンスキー地区は、1000平方キロメートルの広さで、フルシチョフは、常に域内を動き回り、些細な出来事にも関心を持った。1925年末、フルシチョフは、モスクワで開催された第14回ソ連共産党党大会の無投票代表に選出された。

### カガノーヴィチの庇護下時代
フルシチョフが、ラーザリ・カガノーヴィチと初めて会ったのは1917年のことであった。1925年、カガノーヴィチは、ウクライナの共産党党首となり、フルシチョフは彼の庇護下におかれ、すぐに昇進した。カガノーヴィチは、1926年末には、スターリンの党組織の副代表に任命された。9か月以内にカガノーヴィチの上司であった、コンスタンティン・モイセエンコが更迭され、ウィリアム・トーブマンは、フルシチョフの扇動が原因であるとしている。カガノーヴィチは、フルシチョフを当時ウクライナの首都であったハリコフへと異動させ、ウクライナ共産党の中央委員会の組織部門の部長に任命した。1928年、フルシチョフは、キエフに異動となり、組織部門の部長、党組織の副委員長を務めた。
1929年、フルシチョフは、カガノーヴィチ（当時、スターリンの側近としてクレムリンにいた）に付き従い再び高等教育を受けようとし、モスクワに行き、全連邦工業専門学校に入学した。フルシチョフは同校の学業を修了しなかったものの、党内での地位は高まっていった。同校の党組織は、来る地区党大会に、右派を多数選出すると、プラウダ紙によって攻撃された。フルシチョフは、その時、権力闘争に勝利し、同校の党書記となり、代議員を辞めさせた結果、右派を排斥することに成功した。フルシチョフは、急速に、党での地位を上げ、全連邦工業専門学校が所在するバウマン地区の党指導者となり、その後、モスクワでも最大かつ重要なクラスノプレスネンスキー地区でも党指導者となった。1932年までに、フルシチョフは、モスクワ市の党組織ではカガノーヴィチに次ぐ第2位の地位に就き、1934年には、モスクワ市の党組織指導者と党中央委員会の委員となった。フルシチョフはこの急速な出世については、スターリンの妻であるナジェージダ・アリルーエワと知り合ったことが大きいとしている。一方フルシチョフの回想録では、アリルーエワは、フルシチョフについて、スターリンに良いように話していたためとしている。フルシチョフの伝記作家ウィリアム・トンプソンは、フルシチョフはスターリンの庇護を受けるには、党におけるヒエラルキーが低く、この時点でフルシチョフのキャリアに良い影響があったとすれば、それはカガノーヴィチによるものであろうとしている
モスクワ市の党組織の指導者を務める一方で、フルシチョフはカガーノヴィチと共にモスクワ地下鉄建設の監督任務に当たった。地下鉄開業は1934年11月7日とアナウンスされていたため、地下鉄建設に当たってはかなりのリスクを冒して、トンネル内で過ごしていた。事故が発生しても、それは大義のための英雄談となった。地下鉄は、予定より遅れて1935年5月1日に開業したが、フルシチョフは地下鉄建設の功績によってレーニン勲章を授与された。その後、人口1100万人を誇るモスクワ州のモスクワ地域委員会の第一書記に選出された。

### 粛清への関与
スターリンの執務記録では、フルシチョフが初めて（スターリンが同席する）会議に出席したのは1932年のことであった。両者は良好な関係を構築した。フルシチョフは、この独裁者（スターリン）を非常に尊敬し、非公式な会合の場を持ち、スターリンの別荘へ招待され、一方でスターリンの方もこの若い部下に愛情を持っていた。1934年からスターリンは政敵の大粛清に取り掛かり、政敵を処刑や強制収容所送りにしていた。この粛清の中心となったのは、党や軍の指導者に対する見せしめであるモスクワ裁判であった。1936年、フルシチョフは、このような粛清裁判に対して、強い支持を表明している

わが国での成功は、偉大なる指導者スターリンによって導かれた我が党の勝利を喜ぶ誰もが、トロツキー派の犬どもに対して、ふさわしい言葉を見出すであろう。この言葉とは処刑である。

フルシチョフはモスクワ州において、多くの友人や同僚の粛清を支援した。モスクワ市と州の党幹部38名のうち、35名が処刑され、生き残った3人はソ連の他の州に移された。モスクワ市外の都市や地区の党書記146名のうち、10名だけが粛清を生き延びた。フルシチョフは回想録にて、自身と働いていた者はほとんど逮捕されたと述べている。党の規定により、フルシチョフはこれらの逮捕の承認が求められており、自身の友人や同僚を守るための行動はほとんど何もしなかった。
党の指導者は、逮捕されるべき敵の人数が割り当てられていた。1937年6月には、政治局はモスクワ州における逮捕目標人数を35,000人に設定した。その結果5000人が処刑されることになっていた。フルシチョフは、モスクワにおける2,000人の富裕農民やクラークをノルマ達成のために処刑されるよう求めていた。いずれにせよ、政治局の命令を受け、わずか2週間で、フルシチョフはスターリンに対して、41,305人の犯罪分子とクラーク分子が逮捕されたという報告を上げることができた。フルシチョフによると、これら逮捕者のうち8,500人が、処刑相当であるとしている。
フルシチョフも、自身が粛清の対象外であると考えておらず、1937年には、1923年時点でトロツキズムに傾倒していたことをカガーノヴィチに打ち明け、カガーノヴィチは青ざめた様子で（カガーノヴィチが連座を恐れて保身のために）、スターリンに告白すべきだと助言した。スターリンは、フルシチョフのこの告白を受け止め、当初は黙っておくようフルシチョフに忠告したが、結局、モスクワの党大会で話すようフルシチョフに提案した。フルシチョフはその通りにした結果、賞賛され、再選された。フルシチョフは逮捕された同僚からも糾弾されたと回想録にて記している。スターリンはフルシチョフに直接その糾弾を個人的に告げ、フルシチョフの目を見て、反応を窺った。フルシチョフは、恐らくスターリンが自分の反応を疑っていたら、人民の敵とみなされていただろうとしている。これらの出来事にもかかわらず、フルシチョフは、1938年1月14日、政治局の局員候補となり、1939年3月には、正規局員となった。
1937年末、スターリンはフルシチョフをウクライナ共産党の第一書記に任命し、フルシチョフは1938年1月キエフに向かった。ウクライナでも大規模な粛清が行われており、かつてフルシチョフが敬愛していたスターリノの教授もその例外ではなかった。共産党の高級幹部とて例外ではなく、ウクライナの中央委員会は粛清によって定足数を満たすことができなかった。フルシチョフ着任後は、逮捕件数のペースは加速化した。ウクライナ政治局組織局および、書記局の局員は1名を除いて全員逮捕されていたくらいである。政府局員やソ連軍司令官は総入れ替えという状態になった。フルシチョフ着任の数か月の間に、逮捕されたものはほとんど全員が死刑となった。
ウィリアム・トーブマンによると、フルシチョフはキエフ時代、告発に失敗したため、告発の一部が真実でないこと、そして、無実の人々が苦しんでいたことを知っていたに違いないと指摘している。1939年に、フルシチョフは、第14回ウクライナ党大会で、「同志諸君よ、我々は人民の敵を暴き出して、容赦なく破壊しなければならない。しかし、我々は、1人の誠実なるボリシェヴィキが傷つけられるのを許してはならない。我々は、中傷を行うものに対して、闘争を行なわなくてはならない。」と述べた。

### 第二次世界大戦
独ソ不可侵条約に基づいて、ソ連軍は1939年9月17日、ポーランド東部を侵攻し、フルシチョフは、スターリンの命令によって、軍に随伴した。多くのウクライナ人が侵攻地域に住んでおり、その多くが現在の西ウクライナとなる場所であった。多くの住民は、侵攻を歓迎したが、最終的には独立を望んでいた。フルシチョフの任務は、占領地域がソ連に併合されるよう投票に賛成票を投じさせることであった。プロパガンダや、投票に関しての欺瞞などによって、新領土で成立された議会が、満場一致で、ソ連に統合されることを確実にした。そうして、新議会がソ連統合を請願した結果、西ウクライナは1939年11月1日にウクライナ・ソビエト社会主義共和国(ウクライナSSR)の一部となった。西ウクライナの組織に東部ウクライナ人を配属したり、没収した土地を農民ではなく、集団農場に付与するなどして、ソ連による失策ともいえるこの行動は、まもなく西ウクライナ人との不和を生み出し、統合に向けたフルシチョフの努力を水泡に帰してしまった。

#### 独ソ戦
1941年6月、独ソ戦が勃発し、フルシチョフはキエフにいた。スターリンはフルシチョフを政治将校に任命し、フルシチョフは、モスクワと現地の軍司令官との仲介役を担っていた。スターリンは、フルシチョフが軍司令官の監視役としての役割を期待しており、一方軍司令官はフルシチョフには、スターリンへ影響を与える役割を期待していた。
ドイツ軍が快進撃を続け、フルシチョフは、キエフ防衛のために軍と協力していた。フルシチョフは、スターリンからキエフを放棄してはならないという命令があり、ソ連赤軍はまもなくドイツ軍によって包囲された。ドイツ軍は655,000人の捕虜を獲ったが、ソ連側は、677,085人中、150,541人が包囲網を脱出したとしている。この時点でのフルシチョフの関与は、一次資料では異なっている。1957年に、フルシチョフによって解任ならびに失脚させられたゲオルギー・ジューコフ元帥によると、フルシチョフは、キエフからの撤退禁止をスターリンに上申していたとしている。しかし、フルシチョフ自身の回想録では、セミョーン・チモシェンコ 元帥がモスクワから着任して、現在位置の保持命令を下すまでは、フルシチョフとセミョーン・ブジョーンヌイ元帥が、敵軍に包囲されるのを防ぐため、部隊の再配置を提案したとしている。初期のフルシチョフの伝記作家マーク・フランクランドは、ソ連軍の崩壊により、フルシチョフの指導者への信頼が初めて揺らいだとしている。フルシチョフは、回想録では、下記の通り述べている。

さて、キエフ方面での敵軍突破、わが軍の包囲、ソ連赤軍第37軍の壊滅に話を戻すことにしよう。後ほど、第5軍も壊滅した。（中略）これらすべて無意味であり、軍事的観点から言えば、無知、無能、無学の極みであった。（中略）撤退しなかったために、この結果が招かれたのだ。我々は、撤退させなかったためにこれらの部隊を救うことができず、結果として、簡単に言えば全滅させてしまったのだ。（中略）このようなことが起きないようにできたはずなのだ。

1942年、フルシチョフは南西戦線におり、フルシチョフと同戦線の司令官であるセミョーン・チモシェンコは、ハリコフで大規模な反抗作戦を提案した。スターリンは、作戦の一部しか承認しなかったものの、64万人の兵力を反抗攻勢に投入した。しかし、ドイツ軍は、ソ連軍の攻勢を察知しており、罠を仕掛けていた。反転攻勢は、1942年5月に開始され、ソ連軍によるこの作戦は成功したかに見えたが、開始後5日以内に、ドイツ軍は、ソ連軍側面深くに攻め込み、ソ連赤軍は分断の危機に陥った。スターリンは、攻勢停止を禁止し、ソ連軍はドイツ軍に包囲された。ソ連側は267,000人の兵力を失い、そのうち200,000人が捕虜となり、スターリンはチモチェンコを降格させ、フルシチョフをモスクワに呼び寄せた。スターリンはフルシチョフの逮捕と処刑をほのめかしたが、スターリングラードに政治将校として帰任することを許可した。
フルシチョフは、1942年8月、スターリングラード攻防戦開戦直後に、スターリングラードに着任した。スターリングラード攻防戦でフルシチョフが果たした役割は重要なものではない。スターリングラード防衛の指揮を執ったワシーリー・チュイコフは、フルシチョフが首相になった際に出版した回想録では、フルシチョフについての言及は極僅かであるが、一方のフルシチョフは、終生スターリングラードで自身が果たした役割を誇りに思っていた。フルシチョフは時折スターリンを訪ねるなどして、戦線を離脱することもあったが、スターリングラード戦では大部分において従軍しており、少なくとも一度死にかけたこともある。フルシチョフは反撃を提案したが、ゲオルギー・ジューコフ将軍らは、ソ連の守備位置から離脱し、ドイツ軍を包囲殲滅するウラヌス作戦を計画していたことがわかり、当時この作戦は極秘であった。ウラヌス作戦が実行される前、フルシチョフは、部隊の臨戦態勢や士気を監視しており、ドイツ軍の捕虜やプロパガンダのために、ドイツ軍の捕虜の募集を行なっていた。
スターリングラードでの戦いの終戦直後、フルシチョフは悲劇に見舞われる。戦闘機パイロットであった自身の息子・レオニードが1943年3月11日、撃墜死してしまう。レオニードの戦死については、不明な点が多く、レオニードの僚機のパイロット達は、レオニードが撃墜されたことを目撃していないため、レオニードの戦闘機と遺体が見つかっていない。そのため、レオニードの最期については、諸説ある。ある説では、レオニードは、撃墜を生き延びて、ドイツ軍と協力し、後にソ連軍に捕虜になったものの、フルシチョフのとりなしもむなしく、スターリンによって銃殺命令が実行されたというもの。この説は、後にフルシチョフによるスターリン批判をした理由の説明となるものである。ソ連側のファイルにはこの説を裏付ける証拠はないが、歴史家によっては、レオニード・フルシチョフのファイルが戦後改ざんされたと主張する歴史家もいる。しかし、後年、レオニードの僚機のパイロットは、レオニードの戦闘機が墜落するのを見たものの、報告しなかったと主張した。フルシチョフの伝記作家・ウィリアム・トーブマンは、これについて、政治局局員の息子の死亡に加担したと思われたくなかったからであろうと推測している。1943年半ば、レオニードの妻・リューバ・フルシチョフがスパイ容疑で逮捕され、労働収容所で5年の刑が下され、レオニードの息子（リューバの連れ子）・トーリヤは孤児院におくられ、レオニードの娘・ユーリアはニキータ・フルシチョフ夫妻によって育てられた。
ウラヌス作戦成功後、フルシチョフは、別の前線に移動した。フルシチョフは、1943年7月、東部戦線でドイツ軍にとって最後の大規模攻勢であるクルスクの戦いに従軍し、ドイツ軍を撃退した。フルシチョフは、このクルスクの戦いでは、SSの投降者を尋問し、ドイツ軍の大規模攻勢があることを知ったが、伝記作家のトーブマンは、「間違いなく誇張であろう」としている。フルシチョフは、1943年11月に、キエフをソ連軍が占領した際に、ソ連軍に随行し、ドイツ軍が退却する中、破壊されたキエフの街へと入った。ソ連軍の攻勢が成功を収め、ナチスドイツは西方へと撤退し、フルシチョフは、ウクライナの復興事業に携わるようになった。フルシチョフは、ウクライナ・ソビエト社会主義共和国の首相に任命されたが、これはウクライナの共産党と市民指導者の役職を1人で兼任した稀有な例である。
ウィリアム・トンプソンによると、独ソ戦でフルシチョフが果たした役割については評価が難しいとしている。それは、フルシチョフは軍評議会としてしばしば活動し、単純に将校の命令を署名したのではなく、軍事的決定にどの程度影響を与えたのかを知ることはできないためである。しかし、トンプソンは、ブレジネフ政権時代に出版された軍部の回想録ではわずかながらもフルシチョフについて言及されており、これは、「どのような印刷物においても、フルシチョフに言及することはタブー」というブレジネフ政権時代を考慮すると、おおむね好ましい。これによりトンプソンは、フルシチョフは軍将校から高く評価されていたとしている。

### 権力掌握へ

#### ウクライナへの帰還
（第二次世界大戦中）ウクライナのほぼ全土はドイツ軍によって支配され、フルシチョフは、1943年終わり頃、自身の領地へと帰還した。ウクライナの産業は破壊され、農業は大不作に陥っていた。数百万人のウクライナ人がドイツの戦争捕虜として連行されていたにもかかわらず、残った者の住居は不足していた。ウクライナ人は6人に1人が、戦争によって命を落としていた。
フルシチョフは、ウクライナの復興をすべきだと考えたが、一方で、1930年代の大粛清が再発しないことを祈りつつ、中断中であったが、ウクライナをソ連体制に取り込んでしまおうとも考えていた。ウクライナは軍事面で復興し、徴兵制を制定し、19歳から50歳までの750,000人の男性が最低限の軍事訓練を受け、ソ連軍に入隊した。その他のウクライナ人は、ウクライナ独立を求めて、パルチザンに加わった。フルシチョフは、ウクライナを駆け回り、不足してしまった労働力に更なる努力を求めた。フルシチョフは、生まれ故郷のカリノフカを短期間訪れたものの、同地で飢えに苦しむ人や、ソ連軍に入隊したもののうち、わずか3人に1人しか帰還していないことに気づいた。フルシチョフは、故郷のために、できる限りの援助を行なった。フルシチョフの努力もむなしく、1945年には、ウクライナの工業水準は、戦前の4分の1の水準にとどまり、農業の収穫高はウクライナの領土奪回前の1944年と比べて、低下していた。
農産物の生産高を増やすために、コルホーズでは、役に立たない住民を追放する権限を与えられた。コルホーズの指導者はこの権限を口実として、自身の敵や、病人、老人を追放し、ソ連の東部へと追いやった。フルシチョフは、この施策を効果的であるとして、スターリンに他の場所での採用を進言した。フルシチョフは、西ウクライナでの集団化を振興した。フルシチョフは、西ウクライナの集団化を1947年までに完了する予定であったが、パルチザンによる抵抗や資源不足もあり、集団化は遅々として進まなかった。パルチザンの多くは、ウクライナ蜂起軍に参加したものの、次第に旗色は悪くなり、ソ連の警察と軍は、1944年から1946年の間に、これらパルチザンを110,825人殺害し、25万人以上を捕縛したとしている。60万人の西ウクライナ人が、1944年から1952年の間に逮捕され、3分の1が処刑、残りは収監ないし、東部へと追放された。
1944年から1945年にかけては、農作物は不作で、1946年には、ウクライナとロシア西部は、大干ばつに見舞われた。それにもかかわらず、集団農場と国営農場は、収穫高の52 %を政府に納めることが義務付けられていた。ソ連政府は、東欧の同盟国へと供給するため、可能な限り多くの穀物をかき集めていた。フルシチョフは、割当量を高く設定しており、スターリンは、ウクライナからは非現実的ともいえる量の穀物が納められることを期待していた。食料は配給制であったが、ソ連全土には非農業農村労働者には、食糧配給カードは与えられなかった。飢餓は農村の中でも僻地に限定され、ソ連国外ではほとんど注目されなかった。フルシチョフは、1946年後半にこの絶望的な状況を知り、スターリンに絶えず援助を要請していたが、スターリンは激怒し、取り合わなかった。スターリンへの手紙は効果がなく、フルシチョフは、モスクワに行き、直談判した。スターリンは遂に折れて、ウクライナに対して、限定的ではあるが食糧援助と、無料の炊き出しの設置資金を承認した。しかし、フルシチョフの政治的地位は揺らぎ、1947年2月、スターリンはカガーノヴィチをウクライナに派遣して、フルシチョフを支援するよう提案した。翌月、ウクライナ中央委員会は、フルシチョフの党首解任を決定し、後釜にはカガーノヴィチを首相とした。
カガーノヴィチが、キエフに着任後まもなく、フルシチョフは病床に臥せってしまい、1947年9月まで、ほとんど姿を現さなかった。フルシチョフの回想録では、肺炎を患っていたとしている。伝記作家によっては、フルシチョフの病気は、政治的地位の失陥と終焉の恐怖が原因という政治的なものであったとしている。しかし、フルシチョフの子供によると、重病であったためとしている。フルシチョフは、ベッドから起き上がられるようになると、フルシチョフ一家は、戦前以来の休暇を取得し、ラトビアのリゾートで過ごしていた。フルシチョフは、アヒル狩りに精を出し、カリーニングラードを訪れ、工場と採石場の視察に出かけた。1947年の年末までにはカガノーヴィチは、モスクワに呼び戻され、病気から快復したフルシチョフは、第一書記へと返り咲いた。フルシチョフはウクライナの首相職を辞任し、フルシチョフの子飼いであったデミヤン・コロトチェンコに首相の座を譲り渡した。
フルシチョフのウクライナでの最後の年は、概ね平和で、工業も回復途上であり、ソ連軍はパルチザンを駆逐し、1947年と1948年の農作物の収穫高は、予想以上の豊作であった。西ウクライナでの農業の集団化は進み、フルシチョフは、農業の集団化の奨励と、私有農場の抑制の政策を推進した。これらは時には、裏目に出ることもあり、家畜の私有に対する課税によって、農民による家畜殺害を引き起こしたこともあった。都市と郊外の差を無くすべく、農村プロレタリアートに変えるという試みの元、フルシチョフは、農業都市という構想を描いた。農業労働者は、農場近くの村に住むのではなく、村にはない、公共施設や図書館などのような行政サービスが受けられる大きな街に住むのである。フルシチョフは、1949年12月モスクワに戻る前に、そのような構想の町を1つ完成させた。そして、その街をスターリン70歳の誕生日プレゼントして贈った。
フルシチョフは回想録にて、10年以上に及ぶウクライナを次のように誉めそやした

ウクライナ人民は、私にとても良くしてくれた。私は、このウクライナで過ごした年月を忘れないだろう。多大な責任を負っていた日々であったが、しかし、満足感があり、楽しかった。しかし、私はここで果たした役割が重要であるというつもりはない。ウクライナ国民全員が、多大なる努力を払っていたのだ。私は、ウクライナの成功は、ウクライナ国民によるところが大きいと考えている。私は、これについて、詳細は述べないが、原理的にはとても簡単なことだ。私自身はロシア人であり、ロシア人を敵に回したくない

### スターリンの最晩年期
1949年12月中旬より、フルシチョフは再び、モスクワ市とモスクワ州の党書記になった。ウィリアム・トーブマンによると、スターリンは、スターリンの後継者と目されていたゲオルギー・マレンコフとラヴレンチー・ベリヤの影響力のバランスをとるためであったとしている。高齢となったスターリンは政治局会議を招集することはなかった。その代わりに、政府高官の職務の多くは、スターリン主催の夕食会で行われ、その夕食会には、ベリヤ、マレンコフ、フルシチョフ、カガーノヴィチ、クリメント・ヴォロシーロフ、ヴャチェスラフ・モロトフ、ニコライ・ブルガーニンらがいた。フルシチョフは、スターリンの御前で、居眠りをしないように、早めに昼寝をしていた。フルシチョフは回想録にて、「スターリンのいる前で居眠りをした者は、ひどい目に遭っていた。」と記している。
1950年、フルシチョフは、モスクワでの大規模住宅計画を開始した。5～6階建てのアパートは、ソ連全土で見られ、その多くは1995年時点でも使用されている。フルシチョフは、これらアパートには、プレハブ鉄筋コンクリートとして建築し、建築効率を大幅に向上させた。アパートは、1946年から1950年にかけて、モスクワの通常の住宅建設速度の3倍の速さで完成したものの、エレベーターやバルコニーはなく、巷間ではフルシチョフカと呼ばれていたが、安普請な作りで、フルシチョフの名前と、ロシア語で「スラム街」を意味する「トルシチョバ」を組み合わせた、「フルシチョバ」と揶揄されていた。1995年には、旧ソ連の住民約6千万人が、依然としてこれらの建物に住んでいた。
フルシチョフは、コルホーズの統合計画を推進し、モスクワ州の集団農場の数を70%も減らした。これにより、議長1人での農場運営が困難となった。フルシチョフは、農業都市構想を実施しようとしたが、この件に関してのフルシチョフの演説は、1951年3月のプラウダ紙に掲載されたものの、スターリンは承服しなかった。スターリンは、プラウダに掲載されたフルシチョフの演説は、あくまでも構想段階であり、政策ではないという注釈をつけられた。1951年4月、政治局は農業都市構想を否定した。フルシチョフは、スターリンによって解任されるのを恐れたが、スターリンはフルシチョフを嘲笑して許した。
1953年3月1日、スターリンは脳卒中に見舞われた。担当医は恐怖におびえながらも、治療に当たり、フルシチョフとその同志達は、スターリン死去後の政府の新体制について議論した。3月5日、スターリンは死去した 。
フルシチョフは後に、スターリンについて下記のように回想している。

スターリンは、自身に同意しないものは、人民の敵と呼んでいた。スターリンは、人民の敵どもは、旧体制の復活を望んでおり、そのために人民の敵は、国際的にも反動勢力と結託しているのだと言っていた。その結果、数十万の無実の人々が死んだ（大粛清参照）。スターリン時代は誰もが恐怖におびえていた。誰もが、真夜中にドアをノックする音があれば、ドアをノックされた事が致命的になるということはわかっていた。（中略）スターリンの意にそぐわない人は、レーニン指導の下、革命闘争の教育を受けた誠実な党員や品行方正な者であっても、また、目的のために忠実且つ勤勉な労働者であっても、絶滅された。このようなことは、全く持ってスターリンの恣意的な行為だった。そして、今これらは許され、忘れられてよいのだろうか？それは違う！。

### 権力闘争
スターリン死去後、ゲオルギー・マレンコフが首相の地位を受け継いだ。1953年3月6日、スターリンの死去が公表され、新しい指導者が発表された。マレンコフは、新閣僚評議会の議長となり、第一副議長として、ラヴレンチー・ベリヤ（各保安局を掌握）、ラーザリ・カガノーヴィチ、ニコライ・ブルガーニン、そして、元外相のヴャチェスラフ・モロトフが就任した。スターリンによって昇格されていた中央委員会議長会のメンバーには、降格されてしまった。フルシチョフは、党中央委員会での不特定の職務に従事するため、モスクワの党代表の職務を解かれた。ニューヨーク・タイムズは、10人いる議長について、マレンコフとベリヤを1位、2位として紹介し、フルシチョフは最下位の10位であった。
しかし、マレンコフは、3月14日に、中央委員会書記局を辞任した。これは、マレンコフが権力が強すぎるという懸念によるものだった。これによって、利益を受けたのはフルシチョフである。フルシチョフの名前は、改定された書記局の名簿リストのトップに載っており、フルシチョフが党の責任者となったということを意味している。中央委員会は、正式に9月に、フルシチョフを党第一書記に指名した。
スターリン死去後、ベリヤは、次々に改革策を打ち出していった。ウィリアム・トーブマンによると、「比類なき冷笑主義者であるベリヤは、イデオロギーに邪魔されることはなかった。もしも、ベリヤが権力闘争に勝利していたとしたら、ベリヤは抹殺を防ぐためであったとしても、ベリヤは、間違いなくその他の同志を抹殺していただろう。しかし、ベリヤの急激な改革は、フルシチョフのそれと比肩し、ある意味(当時を起点に)35年後のゴルバチョフのそれに匹敵するものであった」例えば採用された提案の一つには、100万人以上の非政治犯を釈放するという提案があった。一方で却下された提案には、東ドイツの統一と中立化を行ない、西側から補償を得るという提案があったが、ただ、この提案はフルシチョフには反共産的であるとみなされた。
フルシチョフは、マレンコフと結託し、ベリヤの提案の多くを阻止して、2人は徐々に評議会のその他の閣僚から支持を集めていった。反ベリヤ工作は、ベリヤが軍事クーデター計画への恐怖と、フルシチョフの回想録によると、「ベリヤは我々に対してナイフを、今まさに向けている状態」と確信したために、一層促進された。フルシチョフとマレンコフの狙いは、ベリヤ派の有力な副大臣2人、セルゲイ・クルグロフとイワン・セーロフを誘い出して、ベリヤを裏切らせることだった。彼らがベリヤを裏切ったことで、フルシチョフとマレンコフは、遅まきながら内務省の軍隊とクレムリン警備隊の指揮権を失ったベリヤを逮捕することができる。1953年6月26日、ベリヤはフルシチョフとその同志による大規模な軍事準備を経て、閣僚会議の最中に逮捕された。ベリヤは秘密裏に裁判にかけられ、1953年12月に5人の側近と共に処刑された。ベリヤの処刑は、ソ連の権力闘争によって敗北死した最後の例であった。
権力闘争はなおも続いた。マレンコフの権力は、中央国家に集中しており、政府を再組織して、共産党を犠牲にしてまで、権力増大をはかった。マレンコフは、小売価格の値下げと、長きにわたって義務付けられていた国債の販売水準を下げることで市民の支持を集めた。一方フルシチョフは、党内での権力基盤を活用し、党内における地位を固めようとした。ソ連体制下では、党が優先されるはずであったが、スターリン時代は、党の権力を形骸化させ、スターリンは権力の多くを、自分自身と政治局に移譲していた。フルシチョフは、ソビエト連邦最高会議幹部会での対立によって、再び共産党とその中央委員会に権力が再興するのではないかと考えた。フルシチョフは慎重に共産党の高級幹部を育成し、支持者を地方の党幹部に任命し、中央委員会の議席へと就かせることができた
フルシチョフは、自身をチャレンジ精神のある人物と見せる一方、マレンコフの方は洗練されており、つかみどころのない印象を与えていた。フルシチョフは、クレムリンを一般公開するよう手配するなどして、大きな反響を巻き起こした。マレンコフとフルシチョフは両者ともに農業改革を要求したが、フルシチョフの提案は、より広範なもので、それには、処女地開拓キャンペーンも含まれており、それは数十万人の若い志願者が西シベリアや北カザフスタンにて農業を行うというものである。この計画は最終的にソ連の農業にとっては、とてつもない惨劇になったものの、当初はうまくいっていた。さらに、フルシチョフは、ベリヤから没収した極秘ファイルによって、マレンコフの犯罪行為の書類を握っていた。ソ連の検察官は、スターリンの最晩年の残虐行為を捜査し（レニングラード事件を含む）、マレンコフが関与していた証拠を見つけた。1954年2月以降、フルシチョフは、最高会議幹部会でマレンコフに代わって、主席を務めることとなった。1954年6月、マレンコフは、最高会議幹部会リストのトップの座を退き、それ以降は、アルファベット順に並び替えられた。フルシチョフの影響力は増大し、地方党首から支持を得て、フルシチョフが指名した人物が、KGBの議長に君臨するようになった。
1955年1月の中央委員会会議において、マレンコフは、残虐行為への関与を非難され、中央委員会は、マレンコフのレニングラード事件への関与が、ベリヤの権力掌握に繋がったとして、マレンコフへの非難決議を可決した。翌月、儀礼的な会議と言われていた最高会議にもかかわらず、マレンコフは、ニコライ・ブルガーニンによって、降格処分を受け、西側の人間を驚かした。
ポストスターリンを巡った争いは、外交方針にも影響を与えた。対ヨーロッパと中東に関しては、より現実主義的になり、イデオロギー的な抽象性は低下した。1956年のスターリン批判は、スターリン主義との決別と、中東を含む更なる関与を含んだ新たなオプションの模索の現れとなった。権力を掌握したフルシチョフは、その性格を軟化させることはなく、予測できない人間で、宇宙進出への成功によって自信をつけた。フルシチョフは、宇宙開発によって、ソビエト連邦の世界的な威信が高まり、第三世界での共産主義の迅速な前進につながると考えていた。フルシチョフの政策は、最高会議幹部会の支持を得なければならず、一方ソ連の大衆は、スプートニクの成功に興奮しつつも、高い生活水準も要求しており、フルシチョフは大衆をなだめすかす必要もあったため、思ったような政策がとれないでいた。

### 指導者として
マレンコフ失脚後、フルシチョフとモロトフは、当初は協同していた。モロトフは、マレンコフの後任首相にはブルガーニンではなく、フルシチョフが就任すべきだと提案したこともある。しかし、両者の関係は、次第に政策面で意見の不一致が見られるようになった。モロトフは、処女地政策には反対で、代替策として、開拓済みの農業地帯で収穫量を増加させるために重点的に投資をすべきであると提案したが、一方のフルシチョフは、資源不足と、熟練の農業労働力の不足によって実現不可能であると考えていた。両者は、外交政策でも意見が合わなくなっていた。フルシチョフが権力を掌握した直後は、オーストリアとの平和条約締結を求め、これにより、同国の一部を占領していたソ連軍を引き上げさせることができると考えていた。モロトフは反対したが、フルシチョフはオーストリアの代表団が、モスクワに来て、条約交渉を行うよう手配した。1955年半ば、フルシチョフとその他の最高幹部会議の幹部達は、モロトフの外交政策をソ連を敵に回すものであるとして非難したが、モロトフは外相の地位にとどまっていた。
1955年の終わりまでに、数千人に及ぶ政治犯が釈放され、強制収容所での経験を話すようになっていた。虐待に関する調査が続けられ、スターリンの犯罪の全容を知ることとなった。アナスタス・ミコヤンと協働していたフルシチョフは、スターリン主義の汚点が無くなれば、党は、人民の忠誠心を呼び起こすことができるだろうと考えた。1955年10月から、フルシチョフは来る第20回党大会の代表たちに、スターリンの犯罪について話すために喧々諤々の議論を行なった。モロトフとマレンコフを含むフルシチョフの同志の何人かは、スターリンの犯罪の情報開示に反対し、非公開会議で発言するよう説得した。1956年2月14日に、第20回党大会が開会された。党大会の冒頭の演説で、フルシチョフは、前回の党大会以降に死去した党指導者への敬意を表して代表団に起立を求め、スターリンをクレメント・ゴットワルトや無名ではあるものの徳田球一と同一であるとして否定した。2月26日早朝、フルシチョフは、「スターリン批判」として知られる演説を、ソ連の代表者に限定した会議で行なった。フルシチョフは4時間で、スターリンの名声を打ち砕いた。フルシチョフは、回想録にて、「代表団は私の演説を静かに傾聴していた。ことわざにもあるが、ピン1本が落ちる音も消えたくらい静かだったかもしれない。何しろ全てが突然で予期せぬ出来事だったからだ」。フルシチョフは代表団にこう呼びかけた。
スターリンが、自身の不寛容さ、自身の残忍さそして権力の濫用を見せつけたのはここだった。（中略）スターリンはしばしば、今まさに存在している敵に対してだけでなく、ソ連政府に対して何ら犯罪行為をなしていない者に対しても、弾圧や殺害の選択肢を取った。

スターリン批判は、ソ連社会の根本を変えるには至らなかったが、広範に影響を及ぼした。スターリン批判は、ポーランド情勢を不安定にし、1956年のハンガリー動乱の要因となり、スターリン擁護派は1956年6月にスターリンの故郷であるグルジアで4日間に渡って暴動が起き、彼らはフルシチョフの辞任とモロトフの就任を求めた。スターリン批判が行われた場においては、共産主義者は、スターリン（ならびにフルシチョフ）を一層激しく非難し、複数政党選挙制を要求した。しかし、スターリンは、公には非難されず、空港からフルシチョフのクレムリンの執務室まで、ソ連全土では、スターリンの肖像画が飾られたままであった。当時コムソモールの幹部であったミハイル・ゴルバチョフは、ゴルバチョフ担当地区の若く教養の高いソ連人は、この演説に興奮したが、多くはスターリンを擁護したり、過去をほじくり返すことに意味がほとんどないとして、このスターリン批判を非難していたと回想している。40年後のソ連崩壊後、ミハイル・ゴルバチョフは、フルシチョフに対して、このような大きな政治的リスクを取り、道徳的な人間であることを示したとして賛辞を贈った。
このスターリン批判は、名ばかりの形式上のものであった。演説の出席者は全てソ連人であったが、東欧の代表団は、翌晩になって、ゆっくりと朗読され、演説のメモを取ることが許された。3月5日までに、演説のコピーがソビエト連邦全土に郵送され、「トップシークレット」というよりは「報道機関非公開」とされた。ポーランドでは、1か月以内にこの演説の内容が翻訳され、12,000部のコピーを印刷し、一部は、まもなく西側諸国へと到達した。フルシチョフの息子セルゲイ・フルシチョフは、こう記している。「父が、たくさんの人にこの演説が届くようにしたのは間違いない。この演説はすぐにコムソモールの集会でも読まれ、そこから更に1800万人がこの演説を聞いた。もし、この1800万人の親戚や友人、知り合いを含めると、国全体がこの演説を聞いたことになる。春には(2月26日に行なった)スターリン批判が世界中へと広まっていた。」
フルシチョフは、マレンコフの権力基盤であった工業部門に対しての権限分散を図り、これによって、ソビエト連邦最高会議幹部会の反フルシチョフ派は、権限分散を反対する者たちによって増強されることとなる。1957年前半、マレンコフ、モロトフ、カガノーヴィチは、ひそかにフルシチョフの追い落しのために支持を得るべく活動していた。フルシチョフの追い落としを図っていた彼らは、6月18日、2名のフルシチョフ派の幹部がソビエト連邦最高会議幹部会を欠席した際、計画に参画していたニコライ・ブルガーニンを議長に据え、フルシチョフを降格させ、自分たちが支配権を掌握するように提案した。フルシチョフは、全議員にこの内容が周知されていないという理由で反対したものの、フルシチョフがゲオルギー・ジューコフ国防大臣と、治安部門を通じて、軍を掌握していなかったとした場合、このフルシチョフの反対意見は、すぐに退けられていたであろう。こうして、最高会議は、数日続いた。権力闘争の情報が漏れると、フルシチョフが掌握している中央委員会の委員は、モスクワへと押し寄せ、大部分は軍用機でモスクワへと向かい、会議への出席許可を要求した。彼らは出席を認められなかったが、モスクワには緊急の党大会を招集できるだけの人数の中央委員が集まったため、指導部は、中央委員会会議の開催を認めざるを得なかった。陰謀の首謀者であるマレンコフ、モロトフ、カガノーヴィチ3人は、反党グループと呼ばれ、派閥主義とスターリンによる犯罪行為への加担を非難され糾弾された。3人は中央委員会と最高会議幹部会を追放され、元外相でフルシチョフ派でもあったドミトリー・シェピーロフも追放された。モロトフはモンゴル大使に左遷され、残る2人は、モスクワから遠く離れた工業施設や研究所の所長に任命された。
ジューコフは、フルシチョフの支持を得て、最高会議の正会員となったものの、フルシチョフはジューコフの人気と権力を恐れた。1957年10月、ジューコフは、バルカン半島視察に出かけたが、フルシチョフは、ジューコフ解任のための会議を開いた。ジューコフは、自身の解任会議が動議されていることを聞き、モスクワへと急遽戻ったものの、正式に解任を通告されてしまった。数週間後の中央委員会の会議で、ジューコフ擁護の発言は一言も発せられなかった。フルシチョフは、1958年3月には、ブルガーニン首相の解任、ソ連国防評議会の設立によって、自身を最高司令官とするなど権力基盤は不動のものとなった。ただし、フルシチョフの権力は強化されたものの、スターリンほどの権力基盤は持っていなかった。

#### 自由化と芸術
ドゥディンツェフの小説、「パンのみならず」は、頭の固い官僚に反発される理想主義的なエンジニアについて書かれた小説で、1956年に出版されたが、この時フルシチョフはこの小説を「根本から間違っている」と指摘した。1958年には、フルシチョフは、ボリス・パステルナークの小説、「ドクトル・ジバゴ」が（ソ連での出版は却下されていたが）外国で出版された時、パステルナークを激しく非難するよう命じた。プラウダ紙は、ドクトル・ジバゴを「低俗極まりない反動的な作品」とこき下ろし、パステルナークは、作家連盟から追放された。パステルナークがノーベル文学賞を授与された際には、強い圧力を受けたため、受賞を辞退した。ノーベル文学賞辞退後、フルシチョフは、パステルナークへの攻撃を停止するよう命令した。フルシチョフは回想録において、ドクトル・ジバゴについては思うところがあり、出版許可を下す直前であったが、許可しなかったことを後悔していると述べた。フルシチョフは自身が失脚後に、ドクトル・ジバゴのコピーを入手し、読破した(元々抜粋部分しか読んでいなかった)。そして、次のように述べた。「我々は、ドクトル・ジバゴの出版を禁止すべきでなかった。私が自分自身で読むべきだったのだ。何も反ソ連的なことは書いていなかったのだ。」。
フルシチョフは、ソ連の生活水準は西側諸国と同等であると考えており、ソ連市民に対して、西側の成果を見せることを恐れなかった。スターリンは、ソ連への観光客をほとんど受け入れておらず、ソ連市民の海外旅行も許可していなかった。フルシチョフは、ソ連市民に旅行を許可し(200万人以上の市民が1957年から1961年の間に外国旅行をし、そのうち70万人が西側諸国を訪れた)、外国人観光客も受け入れ、観光客は大きな好奇心の対象となった。1957年、フルシチョフは、同年夏にモスクワで開催される第6回世界青年学生会議の開催を承認した。フルシチョフは、コムソモールの職員に対して、「外国人ゲストを、厚く抱擁するように」と命じた。こうして生まれた「社会主義カーニバル」は、300万人以上のモスクワ市民が参加し、3万人の若い外国人観光客と共に、モスクワ市内各地でのイベントなどを含め、様々なイベントに参加した。歴史家のウラジスラフ・ズボクは、このフェスティバルを、モスクワ市民が西側の人を自分自身の目で見ることによって、西側諸国についての「プロパガンダの定型文を打ち砕いた」と評している。
1962年、フルシチョフは、アレクサンドル・ソルジェニーツィン著作の「イワン・デニーソヴィチの一日」に感銘を受け、最高会議にて、出版許可を説得した。フルシチョフのこの寛容な姿勢は、1962年12月1日、彼がマネジ美術館で開催されていた前衛芸術作品を見た日に終わってしまった。前衛芸術作品を見たフルシチョフは、烈火のごとく怒り、俗にマネジ事件として知られ、前衛芸術作品を「犬の糞」と評し、「ロバのしっぽの方がもっと良い作品ができる」と断じた。1週間後、プラウダ紙は、芸術の純粋性を訴えかけた。作家や映画監督が、前衛芸術家を擁護すると、フルシチョフは、怒りの矛先を彼らにも向けた。しかし、フルシチョフが激怒したにもかかわらず、芸術家たちが逮捕されることはなかった。展示会はフルシチョフ訪問後もしばらくの間開催され、プラウダ紙の記事掲載後には、入場者数が大幅に増えた。

#### 政治改革
フルシチョフ政権下では、治安当局による特別法廷は廃止された。この特別法廷はトロイカと呼ばれ、しばしば法律や手順を無視していた。フルシチョフの改革によって、政治犯罪の告発は、地方の党委員会の承認がなければ、通常の裁判所でも取り扱うことができなくなった。フルシチョフ政権下では、大規模な政治犯罪の裁判は行われること無くなり、せいぜい数百件の訴追がなされたに過ぎなかった。しかし、その代わり、ソ連の反体制派は、職場や大学における地位はく奪や、党の追放などといった制裁がなされていた。フルシチョフ政権下では、「社会的危険人物」に対しては強制入院という措置が取られるようになった。フルシチョフ政権初期を分析した作家のロイ・メドヴェージェフは、「政府による日常的な手段による政治的テロは、フルシチョフによって、行政的な抑圧手段へと取って代わった」と評している。
1958年、フルシチョフは、中央委員会会議を数百人のソ連高官に公開した。何人かは演説を許可された。この時初めて、会議の議事録が書籍という体裁で公開され、その後の会議でもこの慣行は踏襲された。これらの公開によって、反対派は、大勢の反対派の前で意見を述べる必要があったため、フルシチョフは中央委員会に対して、大きな支配を確立することとなった。
1962年、フルシチョフは、州レベルの党委員会を工業と農業の二つの組織に分離させた。これは党幹部の間では不評で、両方の委員会書記のどちらが優先されるということが無くなってしまったため、指揮系統に混乱を招いた。各州の中央委員会の議席数は限られていたため、この分割によって、派閥争いにつながり、ロイ・メドベージェフによると、二大政党制になってしまう可能性もあった。フルシチョフは、下級の評議会から中央委員会に至る各委員会に対して、議席の3分の1を互選とするよう命じた。これによって、フルシチョフと中央委員会との間に緊張が生まれ、フルシチョフが権力の座に就いた党首達を動揺させた。

#### 農業政策
フルシチョフは農業政策の専門家であり、ソ連の後進的な農業を至急改革する必要性を感じており、アメリカのやり方を取り入れようとした。フルシチョフは、特に集団農場、国営農場、機械トラクターステーションの整理、地方分権の計画、経済へのインセンティブ、労働と資本投資の増加、新しい農作物、新しい農業生産プログラムに傾注した。ヘンリー・フォードは1930年代にアメリカのソ連への技術移転を行っており、フォードは、工場の設計や、エンジニア、熟練工、何万台ものトラクターを送り込んでいたことがある。1940年代には、フルシチョフは、アメリカの農業革新、特にアメリカ中西部の家族経営による大規模農場に強い関心を抱くようになっていた。1950年代、アメリカの農場と土地付与大学を訪問する代表団を数回派遣したことで、高収穫の種子品種や、非常に大型で強力なトラクターやその他の機械を活用し、より近代的な管理技術によって成功した農場を視察するなどさせた。フルシチョフは1959年に訪米後、アメリカの優位性と農業技術を模倣し、アメリカと肩を並べる必要性を痛感していた。
フルシチョフは、トウモロコシ栽培に熱心だった。フルシチョフは、ウクライナにトウモロコシ研究所を設立し、処女地開拓キャンペーンの土地に数千ヘクタールの農地にトウモロコシを栽培するよう命じた。1955年、フルシチョフは、ソビエト連邦において、アイオワ風のトウモロコシ地帯を提唱し、同年夏、ソ連の代表団はアイオワ州を訪問した。代表団は、トウモロコシ種子販売業者のロズウェル・ガーストと接触し、ガーストは自身が所有する大規模農場を訪れるように説得された。ガーストは、ソ連を訪問し、フルシチョフと交友関係を結び、ガーストは、ソ連に対して、4500 tのトウモロコシ種子を販売した。ガーストは、トウモロコシはソ連南部での栽培と、肥料、殺虫剤、除草剤など十分な備蓄を確保するよう注意喚起した。だが、ガーストのこの注意喚起もむなしく、フルシチョフはガーストの注意喚起を実行に移さず、シベリアでもトウモロコシを栽培しようとした。トウモロコシ栽培実験は、うまくいかず、フルシチョフは後に、熱心な官僚がフルシチョフを喜ばせようと、適切な土壌にしないまま過剰に植え付けたため、「トウモロコシは、サイレージとして信用は無くなってしまい、私（フルシチョフ）もそう思った」と不満を述べた。
フルシチョフは、コンバインやトラクターといった大型農業機械を所有するだけでなく、耕作などのサービスを提供していたトラクター機械ステーションを廃止し、当該設備と機能をコルホーズとソフホーズへ移管しようとした。1つの大規模なコルホーズに対して、サービスを提供するトラクター機械ステーションの試験運用がうまくいったため、フルシチョフは、段階的に移管を進めるよう命令したが、その後、急ピッチでの移管を命じた。3か月以内に、トラクター機械ステーションの半分以上が閉鎖され、コルホーズは、機械装置の購入を求められ、古い機械や老朽化した機械に対しては、割引もなかった。トラクター機械ステーションの従業員は、コルホーズという鎖から逃げるため、そして、国による福利厚生や、転職の権利喪失を望まなかったため、彼らは都市部へと流入し、結果として熟練工の不足につながった。機械の費用に加えて、機械装置用の保管倉庫や、燃料タンク建築費用が多くのコルホーズにとっては重荷になった。修理場の設備も不十分であった。トラクター機械ステーションがないために、コルホーズは、新しい機械装置を購入することもできなければ、経験豊かなバイヤーも付かなかったために、ソ連の農業機械の市場は崩壊に至った。
かつてスターリンは1940年代に、トロフィム・ルイセンコを農業研究の責任者に任命したが、ルイセンコの思想は、現代の遺伝科学を無視したものであった。ルイセンコは、フルシチョフ政権下でも影響力があり、アメリカの技術の導入を阻止した。1959年、フルシチョフは牛乳、肉、バターの生産量でアメリカを追い抜くという目標を掲げ、1961年の第22回党大会で採択された新しい党綱領にも反映された。地方の党幹部はフルシチョフを喜ばせるべく、非現実的な生産目標を公約した。この生産目標は、農家が所有している家畜を殺害し、国営の店から肉を購入し、政府に転売することで生産目標を人為的に増加させた。
1962年6月、食肉とバターを中心として食料品価格が25～30%も値上げされた。これにより国民の間で不満が巻き起こった。南ロシアのノヴォチェルカッスク（ロストフ州）では、この不平不満はストライキへと発展し、政府当局への反乱へとつながった。この反乱は軍によって鎮圧され、ソ連当局の発表では22人が死亡、87名が負傷した。さらに、116名のデモ参加者が有罪判決を受け、7名が処刑された。反乱に関する情報はソ連当局によって隠蔽されたが、地下出版を通じて広まり、西側諸国におけるフルシチョフの名声に傷がついた。
1963年、ソ連は干ばつに見舞われる。その結果、穀物の収穫高はピークであった1958年の1億2220万tの収穫高から9750万 tに落ち込んだ。この不作によって、パンの配給を求める行列ができたが、フルシチョフに対してこの状況は伏せられていた。西側諸国から食物を買うことについては消極的であったフルシチョフだったが、飢饉が蔓延する状況に直面したため、フルシチョフは、国家の外貨準備高を使い果たして、金の備蓄の一部も費やして、穀物やその他食料品の購入を決定した。

#### 教育
1959年の訪米中、フルシチョフは、アイオワ州立大学の農業教育プログラムに感銘を受け、ソ連でもそれを模倣した教育プログラムを実践しようとした。また同時に、ソ連において主要な農業大学は、モスクワにあり、学生は農業に関して肉体労働をやっていなかった。フルシチョフは、教育プログラムを郊外に移すよう提案した。フルシチョフのこの提案は、フルシチョフに対して反対しなかったものの、フルシチョフの提案を実行しなかった大学教授陣や学生たちによって反対され、頓挫してしまった。フルシチョフは、回想録にて、「モスクワに住み、農業アカデミーで働くのは良いことだ。農業アカデミーは、熟練指導者もいて、由緒ある古い機関であるし、大きな経済単位であるし、都市部にある！それがため、アカデミーの学生は集団農場で働くことを好まない。集団農場で働くとなると、田舎暮らしになるからだ」。
フルシチョフは、学術都市として、アカデムゴロドクなどの都市を創設した。フルシチョフは、多くの科学者がオックスフォードのような大学都市の近辺に住み、都会の喧騒とは無縁であること、そして、快適な生活環境と高給によって、西側の科学が栄えていると信じていた。フルシチョフは、ソ連でその環境を再現しようとした。フルシチョフの試みは概して成功し、フルシチョフの新しい都市や科学センターは、若い科学者を引き付けたものの、逆に年配の科学者はモスクワやレニングラードを離れたがらなかった。
フルシチョフは、ソ連の高校再編を提案した。高校は大学入学のためのカリキュラムを提供していたものの、実際にはソ連の若者はほとんど大学に行くことはなかった。フルシチョフは、中等学校の重点を職業訓練に重きを置くことを望んでいた。つまり、学生は工場での仕事や、見習いで多くの時間を費やし、学校で過ごす時間を短くした。実際には、学校は近隣の企業と連携して、学生は、週に1日又は2日だけ出勤した。各組織は、教えることを嫌がり、学生とその家族は、どのような仕事を学ぶのかについての選択肢がほとんどないことに不満を抱いていた。
これら職業に関する提案については、フルシチョフ失脚後はおざなりになってしまったが、とは言え、長く続いた改革は、才能ある学生や特定の科目に特化した高校の創設であった。これらの学校は、1949年からモスクワやレニングラードにて設立されていた外国語学校をモデルとしたものであった。1962年、ノヴォシビルスクに、シベリアの数学・科学オリンピックのために特別サマースクールが設立された。翌年、ノヴォシビルスクに数学・科学を専門とする寄宿学校が、初の常設寄宿学校として常設された。このような学校は、モスクワやレニングラード、キエフにも設立された。1970年初頭までに、数学、化学、芸術、音楽、スポーツに特化した学校が100校以上も開設された。フルシチョフが失脚するまでに、就学前教育が強化され、ソ連の子供の22 %が、就学前教育に通学するようになり、これは都市部の児童の約半数に相当していた。ただし、農村部の子供については12 %にとどまっていた。

#### 反宗教キャンペーン
フルシチョフ政権の反宗教キャンペーンは1959年に始まり、同年の第21回党大会と同時期のことであった。この運動は、教会によって実行され(1959年に22,000堂あったが、1960年には13,008堂、1965年までには7873堂にまで減らされた)、修道院、女子修道院、そして、既存の神学校も大量に閉鎖された。反宗教キャンペーンは、宗教教育の親の権利の制限も含まれていた。他にも礼拝への子供の同席禁止(1961年にはバプテスト教会にも適用され、1963年には、正教会にも適用)、4歳以上の子供の聖餐式の禁止を行なった。フルシチョフは、更に教会外で行われる全ての礼拝を禁止し、巡礼禁止を制定した1929年の法律を再施行し、教会での洗礼、結婚、葬式を執行する成人の身元を記録した。フルシチョフは、5月から10月までに農村部において、現地調査という口実で、教会のベルを鳴らすことや礼拝を禁止した。聖職者がこれらの規則を遵守しない場合、国からの許可が得られなくなる（国の許可なしに礼拝等を行うことができないということになる）。ドミトリー・ポスピエロフスキーによると、国家は、捏造によって、聖職者の強制引退、逮捕や禁固刑に処していたが、実際には、教会閉鎖に抵抗した者、つまりソ連国家の無神論と反宗教キャンペーンに反対した聖職者や、キリスト教慈善活動を行なった聖職者、宗教を広めた聖職者に対して国家措置を取ったのであるとしている。

#### 国防政策
フルシチョフは、NATOとの協定を迅速に合意する手段として、オーストリアを選択した。オーストリアは経済的には西側と結びついているが、外交的には中立で脅威を持たない小国になった。
フルシチョフが権力を掌握した時、ソ連国外での知名度は低く、当初フルシチョフに対しての印象は薄かった。背は低く、太ってて体に合わないスーツを着ており、フルシチョフは「活力に満ち溢れていたが知性はなかった」ため、長くは続かないだろうとみられていた。イギリス外務大臣のハロルド・マクミランは、「フルシチョフは、豚のような眼で絶え間なく喋るこの下品な男が、どうして数百万人の国民の頂点、つまりはツァーリを目指す人物になれるだろうか？」と疑問を呈していた。フルシチョフの伝記作家、トンプソンはフルシチョフを気分屋であるとしている。

フルシチョフは、魅力的であったり、下品であったり、陽気だったかと思えば不機嫌だったり、人前で怒りを露わにしたり(わざとらしいことも)、レトリックでは誇張表現を好んだりしていた。だが、フルシチョフがどんな人物であれ、フルシチョフは前任者や外国の応対者よりも人間的であり、世界の多くにとって、ソ連を神秘的で脅威ではないように見せるに足る人間であった。

#### アメリカとNATOとの関係

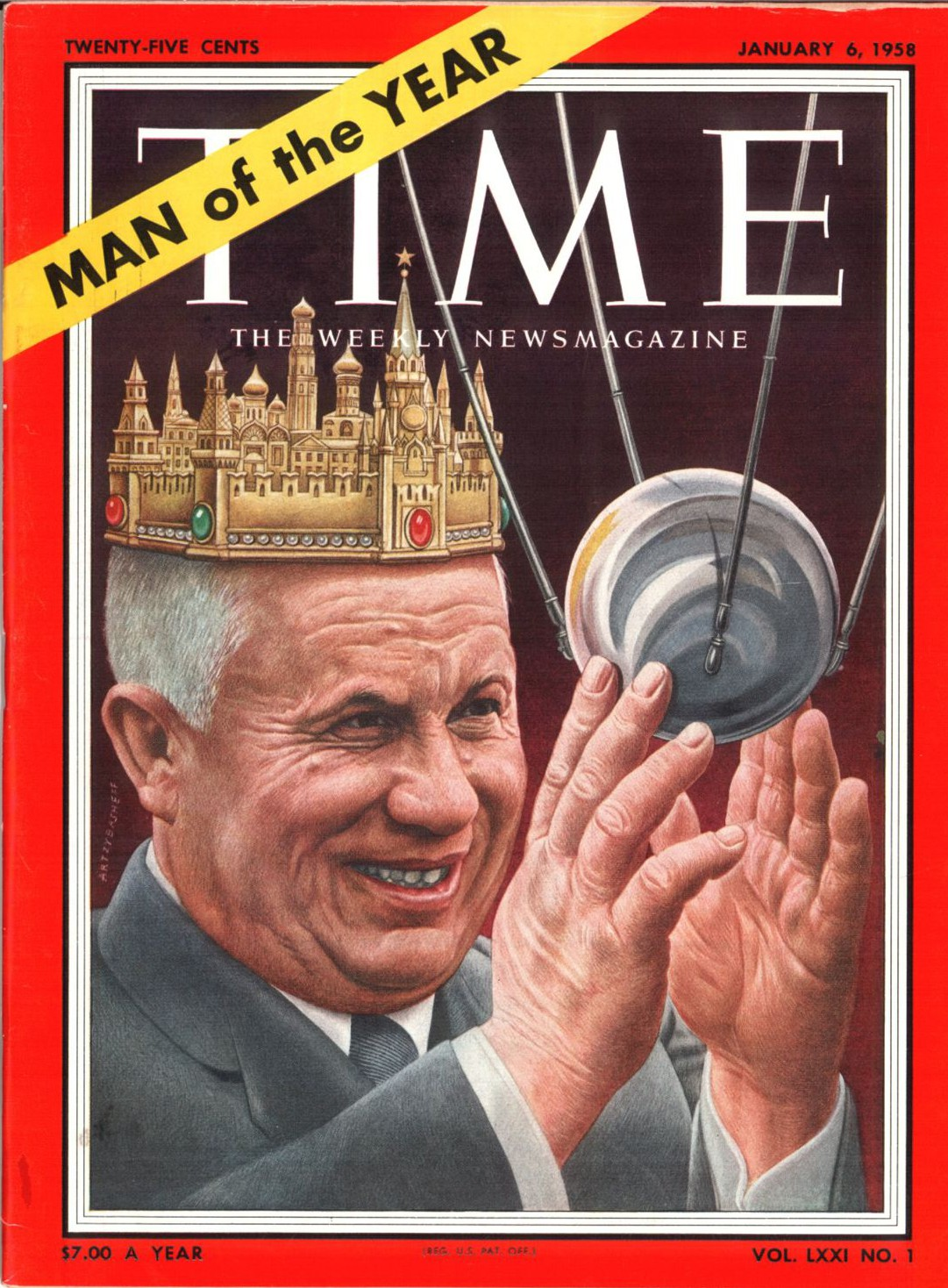
スプートニク・ショックで1957年のパーソン・オブ・ザ・イヤーに選ばれたフルシチョフ

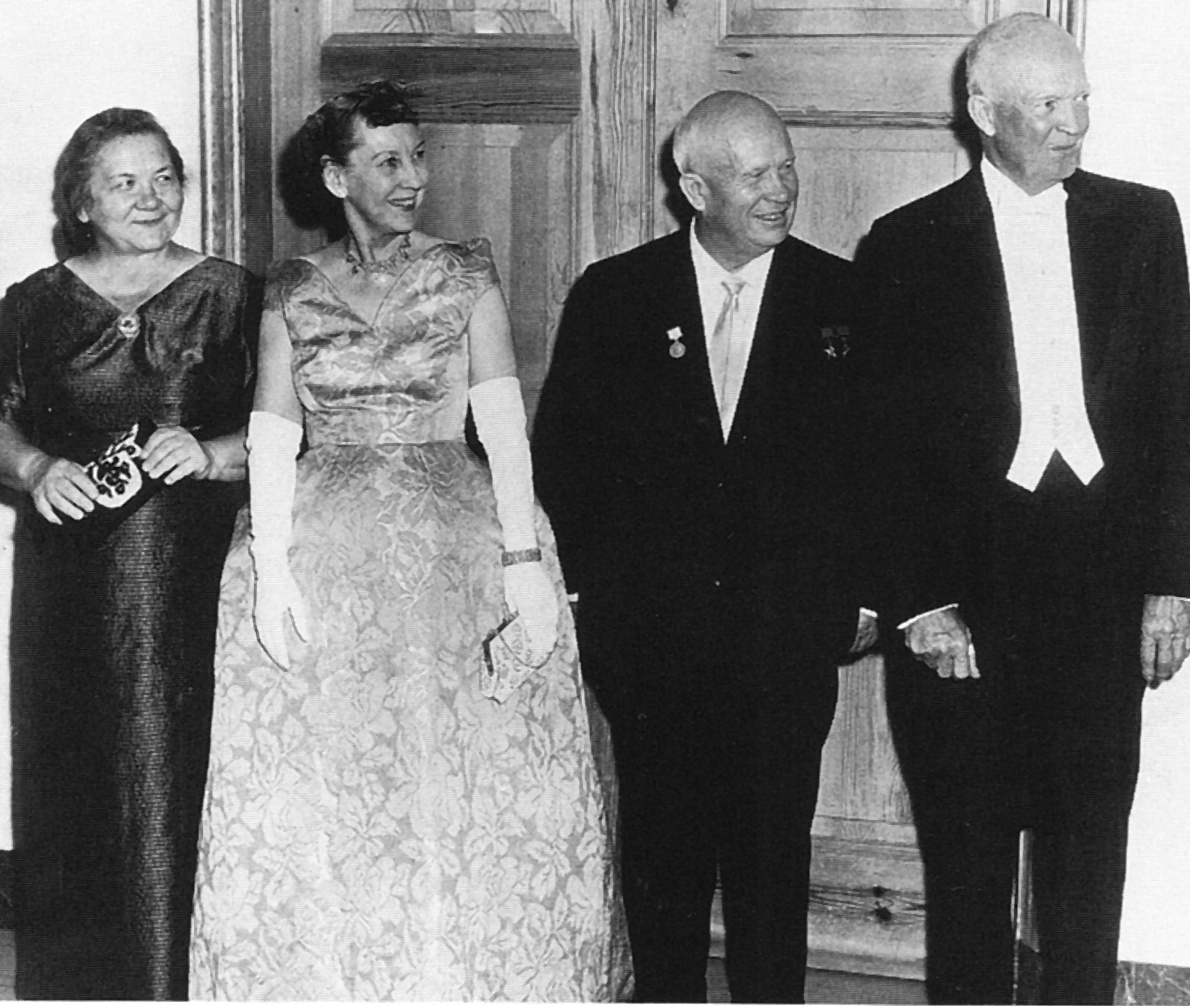
アメリカのアイゼンハワー大統領夫妻とフルシチョフ夫妻（1959年）

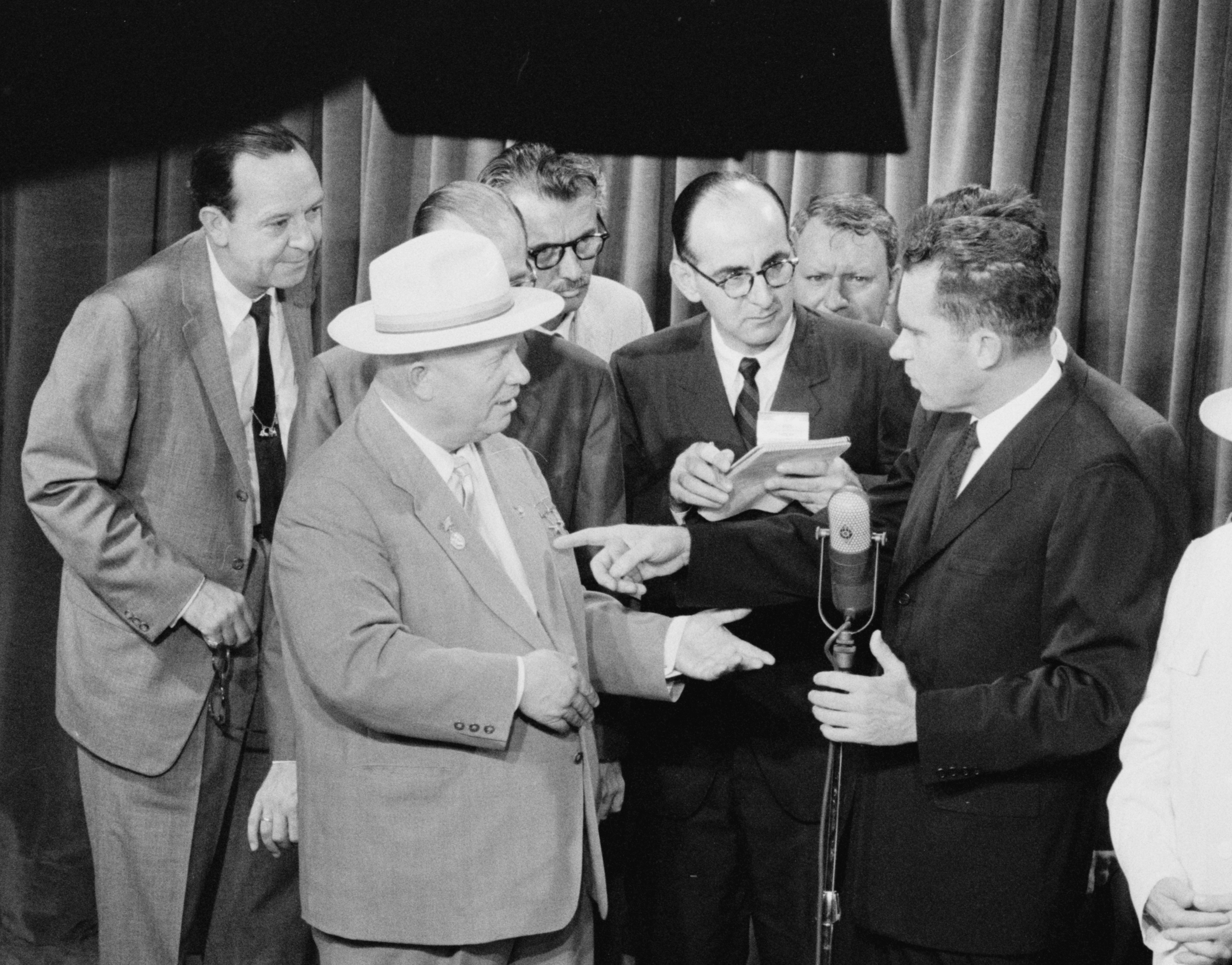
リチャード・ニクソン副大統領と「台所論争」を行うフルシチョフ

フルシチョフは、分断されたドイツと東ドイツ領土の奥深くにある西ベルリンの飛び地の問題に関して、永続的な解決策を検討した。1958年11月、フルシチョフは、西ベルリンを「悪腫瘍」と呼び、アメリカ、イギリス、フランスに対して東西ドイツとソ連との間に平和条約を締結するよう6か月の猶予を与えた。もし、条約調印がなされない場合、フルシチョフは、ソ連は東ドイツに対して平和条約を調印すると述べた。これはつまり、西側諸国にベルリンへの通行許可を与える条約を締結していない東ドイツが、ベルリンへの通行ルートを管理するということになる。フルシチョフは、ベルリンを自由都市として、軍隊を駐留させないということも提案した。西ドイツ、アメリカ、そしてフランスは、最後通牒に反対したが、イギリスは、交渉の足掛かりと考えていた。この件に関して、各国共に戦争勃発のリスクを冒したくなかった。イギリスの要望によって、フルシチョフは最後通牒を延期し、ベルリン問題は首脳会議の複雑な議題の一部となった。
フルシチョフは、通常兵器を大幅に削減し、ミサイルによる防衛を試みた。フルシチョフは、この移行がなければ、ソ連の巨大な軍事力は、資源を食い尽くし続け、ソ連の生活水準の向上は実現困難であると考えていた。フルシチョフは、スターリンによる大海軍計画については、新しく艦船を導入したとしても、通常兵器による攻撃や、核攻撃に対してはあまりにも脆弱すぎると考え、1955年には、これを破棄した。1960年1月には、アメリカとの関係改善を利用して、ソ連軍の規模を3分の1に縮小するよう命じ、削減した分については、より高性能な兵器で補うのだと主張した。ソ連の若者に対しての徴兵制は引き続き施行されていたが、兵役免除は、学生身分に対しては一般的なものとなった。
フルシチョフは、スプートニク発射後の1957年のタイム誌で「パーソン・オブ・ザ・イヤー」に選出された。作家のキャンベル・クレイグと歴史家のセルゲイ・ラドチェンコは、フルシチョフは相互確証破壊(MAD)政策は、ソ連にとってはリスクが大きいと考えていたと主張している。フルシチョフのアプローチは、外交政策や軍事政策を大きく変えることはなかったものの、戦争勃発のリスクを最小限に抑えようとしていたことが、フルシチョフの決意に表れていた。ソ連には運用可能な大陸間弾道ミサイル(ICBM)はほとんど配備されていなかった。それにもかかわらず、フルシチョフはソ連のミサイル計画を公に自慢しており、ソ連の兵器は多種多様でその数も多いと主張していた。フルシチョフは、ソ連は進んだ国であるということを国民が認識していることが、西側諸国に対しての心理的圧力となり、西側諸国が政治的な譲歩が得られることを期待していた。フルシチョフはソ連の宇宙計画を強く支持し、ソ連はスプートニク1号を打ち上げ、世界を驚愕させたことで、フルシチョフの主張の裏付けが取れたように見えた。そして、スプートニク1号打ち上げ後、軌道に乗ったことが明らかになると、西側諸国政府は、ソ連のICBM計画は、実際よりも進んでいると過大評価した。フルシチョフは、1957年10月に行われたインタビューでは、ソ連はありあらゆるロケットを、どんなサイズのものであれ、全て持っていると述べ、この誤解に一層拍車がかけられた。フルシチョフは長年、外国を訪問する前に、ロケットを打ち上げることを心掛け、訪問国を混乱させた。1960年1月、フルシチョフはソ連最高会議にて、アメリカとの合意が可能になったのは、ソ連のICBMによってであり、又「一般のアメリカ人が人生で初めて恐怖を感じ始めた」ためだと語った。実際のところ、1950年代後半の上空飛行による偵察で、ソ連のミサイル計画が未発達であることはつかんでいたが、ソ連の欺瞞を知っていたのはアメリカ政府高官に限られていた。アメリカ政府とアメリカ国民の「ミサイルギャップ」に対する認識は、アメリカの防衛力の大幅な増強につながった。
1959年のリチャード・ニクソン副大統領の訪ソ中に、ニクソンとフルシチョフは、後に台所論争と呼ばれる論争を引き起こした。彼らはモスクワのアメリカ博覧会のモデルキッチンで、両国の経済システムの利点について激論を交わした。
ニクソンはフルシチョフをアメリカに招待し、フルシチョフは受け入れた。フルシチョフは1959年9月15日にワシントンへと到着し、初のアメリカ訪問を果たし、同国で13日間滞在した。ソ連首脳の初訪米はメディアを大いに騒がせた。フルシチョフは妻と成人した自身の子息たちを連れていたが、ソ連の政府高官が家族と共に旅行することは通常ではありえなかった。フルシチョフが視察したアメリカの街は、ニューヨーク、ロサンゼルス、サンフランシスコ(スーパーマーケット訪問のため)、アイオワ州クーンラピッズ(先述のロズウェル・ガーストの農場訪問のため)、ピッツバーグ、ワシントンD.C.であった。キャンプ・デービッドでは、アイゼンハワー大統領との会談で幕を閉じた。ロサンゼルス視察時は、20世紀スタジオで昼食会を行ない、フルシチョフは資本主義と共産主義のそれぞれのメリットについて、ホストを務めるスピロス・スコウラスと、当初の予定にはなかった議論を陽気に行なった。フルシチョフはディズニーランドも訪問する予定だったが、セキュリティ面から訪問は不可能となり、フルシチョフは大いに不満を感じた。しかしながら、フルシチョフは、エレノア・ルーズベルトの自宅を訪問した。フルシチョフは、カリフォルニア州サンノゼのIBMの新しい研究拠点を訪問し、コンピューターテクノロジーにはほとんど興味を示さなかったが、IBMのカフェテリアのセルフサービスには感心し、帰国後、ソ連にもセルフサービスを導入した。
この訪米の結果、ベルリンをめぐる問題については、期限は定めなかったものの、問題解決のために、非公式ではあるが4か国による首脳会談を行なうことになった。ロシア人の目標は、率直なインタビューをすることで、アメリカ人の人間性と善意を納得させて、ロシア側の温和さ、魅力、平和的な姿勢を示すことであった。フルシチョフは、これを見事にやってのけ、セオドア・ヴィントは、この訪米を「フルシチョフのキャリアの頂点」であるとした。友好的なアメリカの聴取は、フルシチョフとアイゼンハワーが強い関係を築き上げ、アメリカとのデタントが達成できると確信させた。ただし、アイゼンハワーは実際にはフルシチョフに対して、取り立てて感銘を受けなかった。アイゼンハワーは、首脳会談を即時開催を求めたが、フランス大統領 シャルル・ド・ゴールによって頓挫し、結局アイゼンハワーがソ連を訪問する予定だった1960年までに延期されてしまった。

#### U-2とベルリン危機
米ソ関係で常に問題となっていたのは、アメリカのU-2偵察機によるソ連上空飛行であった。1960年4月9日、アメリカは長らく中断していたソ連上空の偵察飛行を再開した。ソ連は、このような偵察飛行に対して抗議していたが、ワシントンは黙殺していた。フルシチョフは、アイゼンハワーと強い絆で結ばれていると考えていたため、飛行再開には困惑し、怒りを感じ、フルシチョフは、CIA長官アレン・ダレスが、大統領であるアイゼンハワーを無視して、偵察飛行を命じていたと結論付けた。フルシチョフは、アイゼンハワー面談のための訪米計画があったが、ソ連空軍がアメリカのU-2を撃墜したため、訪米は中止された。1960年5月1日、U-2は撃墜され、同機パイロットのフランシス・ゲーリー・パワーズは捕虜になった。アメリカ側はパワーズが死亡したと考えたため、気象観測機がトルコとソ連の国境付近で墜落したと発表した。フルシチョフは、もし撃墜を発表した場合、来る5月16日のパリでの首脳会談を台無しにするリスクがあったものの、しかし、かと言って何もしなければソ連軍軍部や治安部隊には弱腰と捉えられるだろうというリスクもあった。最終的に5月5日、フルシチョフは、U-2偵察機の撃墜とパワーズの拘束を発表し、偵察機飛行については、「国防総省を拠点とした帝国主義勢力と軍国主義者」によるものであるとして、偵察機の飛行はアイゼンハワーの関知によるものではないことを示唆した。アイゼンハワーは、国防総省に、自身が関知しない範疇で活動するならず者が存在することにするわけには行かず、「不愉快な必要性」と称して、自身が偵察機の飛行を命じたことを認めた。アイゼンハワーのこの告白はフルシチョフを唖然とさせ、U-2撃墜事件は、フルシチョフにとっては、勝利の可能性から災難へと変わり、フルシチョフは、アメリカ大使ルウェリン・トンプソンに助けを求めることになった。
フルシチョフは、パリ行きの飛行機に乗りながらも、いざ首脳会談で何をすべきか決めかねていた。フルシチョフは、最終的に機内の側近やソ連最高会議の幹部と相談し、アイゼンハワーから謝罪を引き出し、そして、今後ソ連領空でのU-2での偵察飛行禁止の確約を引き出すことに決定した。フルシチョフとアイゼンハワーは、両者ともに首脳会談の数日前にお互いに連絡を取っておらず、首脳会談ではフルシチョフが要求を出し、首脳会談は何の目的もなく、1960年の大統領選挙が終わるまで、６か月から8か月延期すべきだと主張した。アイゼンハワーは謝罪しなかったものの、偵察飛行の禁止は受け入れ、米ソ両国の相互飛行権に関して、オープンスカイズ条約を更新した。しかし、フルシチョフは満足せず、首脳会談から退席した。アイゼンハワーは、フルシチョフのこの行動を受けて、「世界の多くの希望がかかっていた会議を妨害した」と非を鳴らした。ソ連側は、アイゼンハワーの訪ソ時に、アイゼンハワーが好んだスポーツを楽しめるようゴルフ場まで建設していたが、フルシチョフによってキャンセルとなった。フルシチョフは1960年9月に、二度目で最後の訪米を行なった。フルシチョフは、招待を受けていたわけではなかったが、自身をソ連の国連代表団の団長に任命していた。フルシチョフは、最近独立を果たした第三世界の国々を、ソ連に引き寄せることに時間を費やした。アメリカ政府は、フルシチョフの行動範囲をマンハッタン島に制限し、ロングアイランドにあるソ連の邸宅を訪問した。悪名高い靴叩き事件は、植民地主義非難のソ連の決議案を巡って10月12日の議論中に発生した。フルシチョフは、フィリピン代表のロレンソ・スムロンによる、ソ連は東欧を支配下におきながら植民地主義を非難することはダブルスタンダードである、という指摘に対して、激怒した。フルシチョフは、即座に反論する権利を要求し、スムロンを「アメリカの帝国主義者に隷属する下僕」と非難した。スムロンは演説を再開し、ソ連の偽善を非難した。フルシチョフは自身の靴を引きはがして、靴で机をたたきつけ始めた。フルシチョフのこの行動は、ソ連代表団にとってあきれさせるものだった。
フルシチョフは、アメリカ副大統領リチャード・ニクソンをタカ派と考えており、1960年の大統領選挙において、ニクソンの敗北を喜んだ。フルシチョフは、元マサチューセッツ州上院議員のジョン・F・ケネディ大統領をデタント実現に向けた最良のパートナーであると考えていたが、ケネディ政権初期の強硬な言動や行動に関しては驚きを隠せなかった。フルシチョフは、人類初の有人飛行によって、1961年4月時点では、プロパガンダ面では勝利を収めていたものの、一方のケネディはピッグス湾事件での失策によって敗北を喫していた。フルシチョフは、ソ連のミサイルによってキューバの防衛を行なうと脅していたが、事後の攻撃的な発言で満足していた。キューバでの失策により、ケネディは1961年6月3日に予定されていたウィーン会談では譲歩しない決意をした。首脳会談を迎え、フルシチョフとケネディ両者ともに強硬路線を取り、フルシチョフは、東西ドイツ承認の条約を要求し、核実験禁止条約を阻む残りの問題については譲歩しなかった。対照的にケネディは、核実験禁止条約は首脳会談時点で締結できると信じており、ベルリンに関する取り決めについては東西の緊張緩和を待つべきであると考えていた。ケネディは、弟のロバート・ケネディに、「親父と交渉するようなものだった。ギブアンドテイクではなくて、ギブばかりでノーテイクだった」と述べた。
ベルリン情勢に関しての無期限延期は、フルシチョフにとっては受け入れがたいものであったが、その理由は、高学歴の東ドイツ人が、ベルリンを経由して西ドイツへと亡命し、東ドイツ側としては、これが悩みの種であったからである。東西ドイツの境界は別の場所では強化されていたものの、ベルリンについては、連合国4か国の管理下にあったが、国境は開放されたままであった。チャールズ・E・ボーレン元駐モスクワ米大使とJ・ウィリアム・フルブライトアメリカ上院外交委員長の「東ドイツには国境を閉鎖する権利がある」という言質を取っていたフルシチョフは、東ドイツの国家評議会議長ヴァルター・ウルブリヒトに、西ベルリンを取り囲む後にベルリンの壁となる建設物の建設権限を与えた。ベルリンの壁建設の準備については、極秘裏に進められ、東西ベルリンの国境は1961年8月13日日曜日の早朝に閉鎖された。この時間帯は、西ベルリンで勤務することで外貨を稼いでいた東ドイツの労働者のほとんどが自宅にいる時間帯であった。ベルリンの壁はプロパガンダ上の大失敗となり、連合国4か国（アメリカ、イギリス、フランス、ソ連）と東西ドイツの平和条約締結の望みは無くなった。結局平和条約は、ドイツ再統一の前兆となる1990年9月まで締結されなかった。

#### キューバ危機と核実験禁止条約

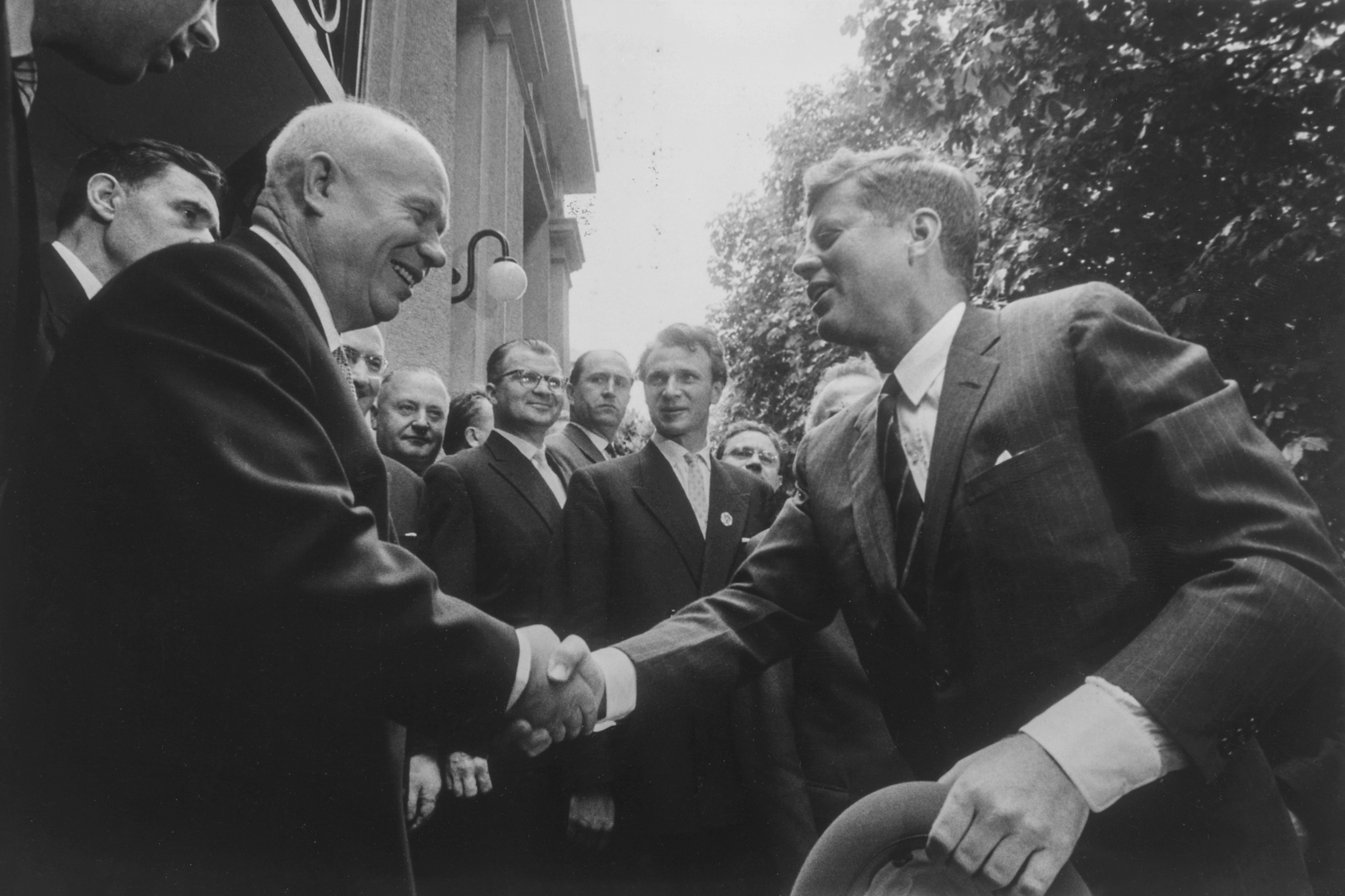
アメリカのケネディ大統領と（1961年・ウィーンにて）

米ソ両国の緊張は、1962年10月のキューバ危機(ソ連側の名称は「カリブ海危機」)で、頂点に達し、ソ連はアメリカ沿岸から90マイル(140 km)離れたキューバに中距離核ミサイルを設置しようとしていた。キューバのフィデル・カストロ首相は、ミサイルの受け入れに難色を示し、一旦説得に応じたものの、フルシチョフに、ミサイルの輸送を極秘裏に行なわないように警告した。カストロは、30年後に「我々はミサイルを受け入れることについては主導的な権利を保有していた。我々は国際法を破っていたわけではない。なぜ極秘裏に行うのか？あたかも我々に権利が無いかのようだった。私はフルシチョフに、極秘裏に行うと、帝国主義者が有利になってしまうと警告した」。
10月16日、ケネディは、キューバ上空でU-2が中距離核ミサイルの配備基地と思われるものを発見したと知らされ、ケネディとその顧問は、外交ルートを通じてフルシチョフとの接近を検討したものの、弱みを見せないにする方法については思いつかなかった。10月22日、ケネディはテレビで国民に演説し、ミサイルが配備されていることを明らかにして、キューバ封鎖を発表した。フルシチョフは、ケネディが演説をすることについては事前に知らされていたが、その内容については(演説1時間前まで)知らされておらず、フルシチョフとその側近は、キューバ侵攻を危惧した。ケネディの演説前に、フルシチョフ達は、キューバのソ連軍司令官に、外敵からの攻撃に対しては核兵器を除くあらゆる兵器の使用を命じた。
キューバ危機が展開する中、アメリカでは緊張が高まっていたが、ソ連はそれほどでもなく、フルシチョフは、幾度か公共の場に姿を現し、モスクワで公演中であったアメリカのオペラ歌手・ジェローム・ハインズのコンサートのために、ボリショイ劇場に足を運ぶなどしていた。10月25日までに、ソ連はケネディの意向がはっきりしないまま、フルシチョフは、ミサイルをキューバから引き上げなければならないとした。2日後、ケネディに対して、ミサイル引き上げの条件を提示した。フルシチョフは、キューバのミサイル撤去に当たっては、アメリカがキューバへ侵攻しないこと、ソ連中心部から至近にあるトルコに配備されているミサイルの撤去を引き換えとして、受諾した。トルコのミサイル撤去については、アメリカ側の要請でフルシチョフ死去直前の1971年になって公になった。この合意は、ソ連側にとっては、大きく譲歩であるとされ、2年後のフルシチョフの失脚へとつながった。カストロは、フルシチョフに対して、キューバへの侵攻がみられた場合にはアメリカに対して、核兵器による先制攻撃を行なうよう促しており、この合意については、怒りを感じ、フルシチョフに対して、口汚く言及していた。
キューバ危機後、両国の関係は改善され、ケネディは1963年6月10日に、アメリカン大学で和解の演説をし、ソ連人民の第二次世界大戦での被害を認識し、その業績を称えた。フルシチョフは、この演説について、フランクリン・D・ルーズベルト以来の名演説であるとし、同年7月には、アメリカの交渉担当W・アヴェレル・ハリマン、イギリスのヘールシャム卿と核実験禁止条約の交渉を行なった。2度目のフルシチョフとケネディの交渉は、同年11月のケネディ暗殺により頓挫した。ケネディを引き継いだ新大統領リンドン・ジョンソンは、今後も改善をしたいと考えていたが、ジョンソンは他の問題に手を取られ、フルシチョフが失脚する前に関係改善の機会はほとんどなかった。

#### 東欧について
ポーランドの共産党指導者・ボレスワフ・ビェルトが、スターリン批判の演説を読みながら心臓発作を起こして死去したことも相まって、ポーランドとハンガリーでかなりの自由化運動を引き起こした。1956年6月、ポーランドでは、ポズナンで労働者のストライキが起こり、暴動へと発展し50人以上が死亡した。モスクワはこの暴動を西側の扇動者によるものであると非難したが、ポーランドの指導者はその指摘を無視し、労働者側に譲歩した。ポーランドでは、反ソ連的な態度を示すことが普通になり、ポーランド指導者の選挙が差し迫り、フルシチョフとその他の閣僚は、10月19日にワルシャワへと飛び、ポーランド議長団と面談した。ソ連側は、ソ連とポーランドの関係が変わらないことを確約したうえで、ポーランドの新指導者の就任を認めることに同意した 。その後、ポーランドの10月として知られる、部分的な自由化の期間が続いた。
ポーランドの暴動の決着は、ハンガリー人を奮い立たせ、モスクワに対して反逆ができると決断させた。1956年10月23日、ブダペストで、大規模なデモが起こり、民衆蜂起へと発展した（ハンガリー動乱）。蜂起に対して、ハンガリー勤労者党は、改革派のナジ・イムレを首相に任命した。ブダペスト市のソ連軍はハンガリー人と衝突し、デモ隊に対して発砲し、ハンガリー人とソ連双方合わせて数百人が死亡した。ナジは、停戦とソ連軍の即時撤退を要求し、フルシチョフらの大多数はこれに従うこととして、新ハンガリー政府に機会を与える選択肢を取った。フルシチョフは、もしもモスクワが同盟国への対処方法で自由化を発表すれば、ナジは、ソ連との同盟を選択すると考えていた。
10月30日、ナジは、複数政党の選挙を発表し、翌朝、ハンガリーがワルシャワ条約機構の脱退を発表した。11月3日、ナジ政府の2人のメンバーがウクライナに臨時政府の首脳（自称）として姿を現し、ソ連介入を要求し、ソ連軍が間近に迫っていた。翌日、ソ連軍は民衆蜂起を鎮圧し、4,000人のハンガリー人とソ連軍数百人が死亡した。ナジは逮捕され、処刑された。ソ連介入に関して国際的な批判があったにもかかわらず、フルシチョフは終生正当化した。ソ連の外交関係へのダメージは深刻であったが、タイミング的に第二次中東戦争と重なっていなかった場合、一層そのダメージは深刻であったはずである。
ハンガリー動乱の最中、フルシチョフは、「あんたらを葬ってやる」という名言でよく知られるようになった。西側諸国はこの発言を文字通りの脅迫と受け止めたが、フルシチョフは、西側諸国と平和共存に関しての演説時に、この発言をした。1959年の訪米の際に、この発言について問われた時、フルシチョフは、文字通りの埋葬ではなく、避けられない歴的発展を通じて、共産主義は資本主義に取って代わり「埋葬」するのだと述べた。
フルシチョフは、1948年にスターリンがヨシップ・ブロズ・チトーを制御できないと悟ったことで、完全に関係を絶っていたユーゴスラヴィアとの関係改善に大きく寄与した。フルシチョフは、1955年、ソ連の代表団を率いてベオグラードに行った。敵意を抱いていたチトーは、ソ連が愚かであることを示すためにあらゆる手段を講じたが（公衆の面前で泥酔させるなど）、フルシチョフは、没交渉となっていたソ連とユーゴスラヴィアの関係改善に成功した。ハンガリー動乱時は、チトーは当初ナジを支援していたが、フルシチョフがハンガリー動乱の介入の必要性を説いた。それでも、ハンガリー情勢の介入は、モスクワとベオグラードの関係に亀裂が入り、フルシチョフは数年かけて関係修復に努めた。
フルシチョフは、中国がユーゴスラヴィアの社会改良主義を承認せず、ベオグラードを和解させようとする試みが北京を怒らせる結果になった事実が、フルシチョフの行動を妨げた。

#### 中国について
1949年に中国本土を掌握した毛沢東は、ソ連から物質的援助を求め、ロシア帝国時代に奪われた領土の返還を要求した。フルシチョフがソ連の権力を掌握すると、中国への援助を増やし、新しい共産主義国家の発展の支援のために、少数の専門家を派遣した。この援助は、歴史家ウィリアム・C・カーヴィーによって、「世界史市場最大の技術移転」と評された。ソ連は国民所得の7%を、1954年から1959年まで中国の支援に投じていた。1954年、フルシチョフは中国を訪問し、旅順港と大連を中国に返還することに同意したが、毛沢東が、ソ連が撤退する際、ソ連の大砲を残して撤退するように主張したことに、腹を立てた。
中ソ両国の関係は1956年に冷え込み始め、毛沢東はスターリン批判と、スターリン批判に関する演説を事前に相談されていなかったということに怒りを感じていた。毛沢東は、スターリン批判は誤りであると信じており、自身の権力基盤に揺らぎが生じる可能性があると考えていた。1958年、フルシチョフが北京を訪問した際、毛沢東は、軍事協力の提案を拒絶した。毛沢東は、フルシチョフのデタントに向けた活動を妨害すべく、第2次台湾海峡危機を引き起こし、同危機で砲撃された台湾の島々を「アイゼンハワーとフルシチョフを躍らせ、あちこちへと走り回らせるバトンのようなもので、どれだけ素晴らしいものなのかがわからないのか？」と描写した。
ソ連は中国に対して、文書が完全に揃った状態で原子爆弾を提供するつもりであったが、1959年に、中ソの関係が冷え込んだため、ソ連は装置と文書を破棄してしまった。フルシチョフが1959年9月に訪中した際には、成功裏に終わった訪米の直後であったため、中国からは冷ややかな接待を受け、フルシチョフは、当初7日間の滞在予定を3日で切り上げて中国を後にした。1960年にも中ソはルーマニア共産党党大会をお互いに攻撃する機会として利用したため、中ソ関係は悪化した。フルシチョフが党大会の演説で中国を攻撃すると、中国側の指導者であった彭真は、フルシチョフをあざ笑い、ソ連の外交方針は西側に熱風と冷風を吹かせている、と述べた。フルシチョフは、中国からソ連の専門家達を引き上げることで応酬した。アルバニアは、毛沢東とフルシチョフの論争において中国側につき、フルシチョフをアルバニア人の反共の農民に喩えて、「ラポ・レロ」と呼んだ。
フルシチョフ失脚後の1967年4月1日、中国共産党中央文革小組の戚本禹は『人民日報』に「愛国主義かそれとも売国主義か」という評論を掲載し、その中で当時国家主席だった劉少奇を（直接の名指しを避ける形で）「中国のフルシチョフ」という形容を含めて批判した。

#### 西アフリカについて
フルシチョフ政権下で、ソ連は新たに独立した西アフリカのガーナとギニアに対して、多額の援助を行なった。ガーナとギニアは、エジプトやインドネシアといった第三世界の大国とは対照的に、ソ連との経済協力に依存しており、「社会主義的発展モデル」を検証するのに理想的な国と見なされていた。このプロジェクトは、大失敗に終わったものの、フルシチョフ政権下では、その後数十年のソ連による対アフリカの外交政策に重要な影響を与えることになる。さらに、コンゴ動乱におけるソ連の不手際は、新たに成立したコンゴ共和国の情勢が悪化することと西側諸国による大規模な軍事介入を防ぐことができず、ソ連とガーナとギニアの関係が冷え込むこととなった。

### 失脚へ
1964年3月から、ソ連最高会議議長で名目上の国家元首であったレオニード・ブレジネフは、有志と共に、フルシチョフ失脚に向けて、計画をし始めた。ブレジネフは、6月のスカンディナヴィア旅行から帰ってきた際に、フルシチョフを逮捕することを検討したが、ブレジネフは、フルシチョフが反党グループの陰謀を阻止するために、如何に中央委員会のサポートを重視していたかを思い出し、フルシチョフ追放の支持を得るために、中央委員会の委員を説得することに時間を費やした。1964年1月から9月までの内、合計5か月間、フルシチョフがモスクワを離れる期間があったため、ブレジネフは、フルシチョフ失脚に向けて十分な時間が与えられた。
ブレジネフを筆頭としたフルシチョフ失脚支持派は、アレクサンドル・シェレーピン ソ連閣僚会議副議長、ウラジーミル・セミチャストヌイ KGB議長らがおり、1964年10月、フルシチョフが、友人でソ連閣僚会議の同志でもあるアナスタス・ミコヤンとアブハズ自治ソビエト社会主義共和国のピツンダでの休暇中に、フルシチョフ失脚事件を起こした。10月12日、ブレジネフは、フルシチョフに対して、翌日、（表向きは）農業を議題とした臨時閣僚会議を開催する意向であると電話した。フルシチョフは閣僚会議の真の目的に疑念を抱いていたにもかかわらず、彼はグルジアのKGB議長のアレクシ・イナウリ将軍と共にモスクワへと行き、イナウリ将軍以外に予防措置はとっていなかった。
フルシチョフは、ヴヌーコヴォ空港のVIPホールへと到着した。KGBのセミチャストヌイ議長は、KGBの護衛に囲まれて、フルシチョフを待っていた。セミチャストヌイは、フルシチョフに、追放を告げ、抵抗を呼びかけた。フルシチョフは抵抗せず、クーデターは順調に進展した。フルシチョフはセミチャストヌイを友人であり、フルシチョフ派であると考えており、党内の反フルシチョフ派に加わったとは露ほども疑わず、セミチャストヌイに裏切られたと感じていた。そして、フルシチョフはクレムリンへと連行され、ブレジネフ、スースロフ、アレクサンドル・シェレーピンから、口撃を受けた。フルシチョフは戦う腹積もりはなく、ほとんど抵抗しなかった。セミチャストヌイは対外的にクーデターであると思われないように注意を払っていた。

私（セミチャストヌイ）はクレムリンを立ち入り禁止にしなかった。人々は外を歩き回っていたが、閣僚会議の会議室では、会議が行われていた。私は、クレムリン周辺に部下を配置した。必要なことは全て対応した。ブレジネフとシェレーピンは緊張していた。私は、彼らに「必要のないことはしないでほしい。これがクーデターであると思われてはならない」と言った。

その夜、フルシチョフは追放された後に、ミコヤンに電話をかけ、こう言った。

私は年も取り、疲れてしまっている。彼らには彼らで対応してもらおう。私は主なことはやった。スターリンは我々には適切な人物でないと告げて、引退を勧めるということが、想像できた者がいただろうか？我々が立っていた場所には、濡れた痕跡さえなかっただろう。今では全てが変わってしまった。恐怖は消え去り、対等に話すことができる。それが私の貢献である。私は抵抗しない。

1964年10月14日、ソ連最高会議幹部会と中央委員会は、フルシチョフからの、高齢と健康状態を理由とした「自発的な」辞任要求を承認した。ブレジネフは、第一書記（後に書記長）に選出され、アレクセイ・コスイギンがフルシチョフの後を継いで首相に就任した。
また、失脚とは言え、存命のままで書記長を辞したのはその後ミハイル・ゴルバチョフ（同じく失脚）まで事例がなかった（この間に就任した書記長はすべて在職中に逝去している）。

### 失脚後
フルシチョフは毎月500ルーブルの年金と家、別荘（ダーチャ）、自動車を与えられた。フルシチョフは退任後、深い抑うつ状態に陥った。フルシチョフは、警備員が全訪問者とその出入りを記録したため、来客を拒んでいた。年金は月400ルーブルに減額されたが、フルシチョフの引退生活はソ連の水準では快適なものであった。フルシチョフの孫の一人が、元首相が退任後に何をしているのかを尋ねられた時、孫は「おじいちゃんは泣いている」と答えた。30巻構成のソビエト大百科事典では、第二次世界大戦中の著名な政治将校のリストから、フルシチョフの名前が省かれるなど、存在がなかったことにされた。
新しい権力者が、芸術面での保守主義を公言することによって、フルシチョフは、芸術家や作家からは、幾分か好意を抱かれるようになり、彼らの何人かはフルシチョフのもとを訪れた。フルシチョフと対面を果たせずに後悔した訪問者の一人は、当時、大統領選挙で落選し、不遇の時代をおくっていたニクソン元アメリカ副大統領がおり、ニクソンはフルシチョフが別荘にいた時に、フルシチョフのモスクワのアパートを訪れていた。
フルシチョフは1966年に回想録を執筆し始めた。当初、KGBによる盗聴を避けるため、屋外でテープレコーダーによって口述筆記をしようとした。しかし、屋外の騒音がひどく、うまくいかず、結局室内での録音に切り替えた。フルシチョフは、1968年に口述筆記の録音テープの引き渡しを命じられるまで、KGBは干渉しようとしなかったが、フルシチョフは、テープの引き渡しを拒否した。フルシチョフが心臓の病気で入院している間、1970年7月、フルシチョフの息子・セルゲイ・フルシチョフは、KGBから、海外の諜報員によって回想録を盗み出そうとする計画が進行中であると告げられた。セルゲイは、KGBがどのみち原本を読むことができたため、資料をKGBに引き渡したが、コピーの一部は、西側の出版社へと渡っていた。セルゲイは、密輸したフルシチョフの回想録の出版を指示し、1970年にフルシチョフの回想録は日の目を見ることとなった。フルシチョフは、何らかの圧力によって、自身がいかなる文書も出版社へと引き渡していないという文書に署名させられ、セルゲイは、閑職へと追いやられた。西側でフルシチョフの回想録が出版されると、イズベスチヤ紙 は、回想録は欺瞞であると断じた。ソ連国営ラジオは、フルシチョフの声明を発表したが、同ラジオにてフルシチョフが言及されるのは実に6年ぶりのことであった 。「ソ連大百科事典」では、フルシチョフの人物像が簡単に記載されていた。「フルシチョフは指導者として、主観主義と自発主義の兆候があった」。
フルシチョフは晩年、義理の息子で、元補佐官を務めていたアレクセイ・アジュベイを訪ね、こう述べた。「嵐のような時代を生き、中央委員会で私と働いたことを決して後悔せぬように。我々はこれからも記憶に残るであろう！」。

### 死去
フルシチョフは1971年9月11日正午頃、モスクワ中央臨床病院で心臓発作のため死去、77歳だった。クレムリンの壁墓所に埋葬されるという国葬は拒否され、代わりにモスクワにあるノヴォデヴィチ墓地に埋葬された。デモを恐れた当局は、モスクワ南部郊外の死体安置所で行われる通夜までフルシチョフの死去は伏せられ、墓地を軍隊で包囲した。それでも、何人かの芸術家と作家は墓前の埋葬のために、フルシチョフの遺族と共に加わった。
プラウダ紙は、前首相の死去を一文で報道した。一方西側諸国の新聞の報道は過熱した。ニューヨーク・タイムズのベテラン特派員ハリー・シュワルツは、フルシチョフについて、次のように記載した。「フルシチョフ氏は、石化した建物のドアと窓を開放した。フルシチョフ氏は、新鮮な空気と新鮮なアイディアを取り入れ、時がたてば取り返しのつかない根本的な変化をもたらしてくれた」。

## 死後の扱いや評価
フルシチョフが行なった刷新策の多くは、フルシチョフ死去後には無かったことにされた。選挙ごとに3分の1の閣僚を交代させるという要件は覆され、党組織と工業部門と農業部門に分けることも撤回されてしまった。高校生のための職業訓練プログラムも中止され、既存の農業施設を郊外へと移転する計画も中止された。しかし、新しい農業機関や職業教育訓練施設は、主要都市の郊外に設置された。新しい住宅が建設された場合、その多くは、フルシチョフ考案の低層建築方式ではなく、エレベーターやバルコニーがない高層建築であった。
歴史家のロバート・サービスは、フルシチョフの複雑な性格を要約している。

（前略）（フルシチョフは）スターリン主義者でもあり反スターリン主義者でもあった。共産主義の信奉者であったと同時に皮肉屋でもあり、自己顕示欲の強い臆病者であると同時に頑固な慈善家でもあった。トラブルメーカーでもあったが、一方で平和主義者でもあった。快活であったが、同時に威張り散らすところもあったし、政治家であると同時に知性が欠けてもいた

フルシチョフの農業計画も簡単に覆された。1965年にはトウモロコシは不人気の作物となり、ウクライナやソ連南部においてトウモロコシ栽培がうまく行っていたコルホーズでさえも、トウモロコシの作付けを拒否したため、同年は戦後最低水準の収穫高を記録した。トロフィム・ルイセンコも政策立案の責任者の地位をはく奪された。しかし、トラクター機械ステーションは閉鎖されたままであり、フルシチョフが取り組もうとしていた基本的な農業問題は残ったままであった。フルシチョフ失脚後の10年間のソ連の生活水準は大きく向上したが、その大部分は、工業の発展によるものであった。つまり、農業の方は停滞し続け、1972年と1975年には、農業危機に陥った。ブレジネフとその後継者達は、食糧不足や飢餓に苦しむよりも西側から穀物を仕入れるという、フルシチョフ時代の前例を踏襲した。ブレジネフもその一派も人気がなく、新政権は、政権の存在を保証するために独裁的な統治に依存していた。KGBと軍隊はますます大きな権力を与えられた。政府の保守的傾向が1968年のプラハの春の鎮圧へとつながった。
フルシチョフの戦略は、フルシチョフが求めていた主要目標を達成できなかったが、フルシチョフの外交・軍事政策についての本を執筆したアレクサンドル・フルセンコは、フルシチョフの戦略は、西側諸国を限定的な方法で、強制したとしている。アメリカがキューバ侵攻をしないという合意は順守されていた。西側諸国の東ドイツ非承認については、徐々に融和され、1975年に、アメリカとその他のNATO加盟国は、ソ連および東ドイツを含むワルシャワ条約機構加盟諸国とヘルシンキ宣言に署名し、ヨーロッパの人権基準を定めた。
ロシアにおいての、フルシチョフへの評価は賛否分かれている。ロシアの大手世論調査会社によると、21世紀現在のロシア人がロシアの20世紀を肯定的に評価している政権は、ニコライ2世の時代とフルシチョフの時代だけである。1998年時点でのロシアの若者を対象とした調査によると、ニコライ2世は、損害よりも有益をもたらしたと感じており、フルシチョフを除いた20世紀のロシアの指導者は、有益よりも損害をもたらしたとし、フルシチョフについては好悪半々という評価だった。フルシチョフの伝記作家ウィリアム・トンプソンは、フルシチョフの改革とその後の改革を次のように関連付けている。

ブレジネフ政権時代とその後の長い空白期間を通じて、1950年代の「最初のロシアの春」に成人した世代が権力の座に就くのを待ちわびていた。ブレジネフとその一派が死去、あるいは年金生活に入ると、スターリン批判と脱スターリン化を経験した世代が彼らの代わりとなり、「第20回党大会の子供たち」のミハイル・ゴルバチョフとその一派が権力の座に就いた。フルシチョフ時代は、この第2世代に対してインスピレーションを付与し、反面教師ともなった。

## 逸話
- フルシチョフの時代はスターリン時代よりは物流や学術の交流といった点で開放的だったとする見方もある[289]。
- 2021年に入り、かつてアメリカ中央情報局（CIA）長官を務めたジェームズ・ウールジー（英語版）が出版した著書によれば、ケネディ米大統領を暗殺したリー・ハーベイ・オズワルドがフルシチョフから暗殺指令を直接受けていたとする新説を発表している[290]。

## 著書
- 『十月革命の四十周年』西原五十七（訳）、日月社、1958年2月10日。
- 高橋勝之等訳『フルシチョフと語る : 11人の記者の対談記』新日本出版社、1958年2月25日。
- 高橋勝之、村田陽一編訳『共産主義への移行 : フルシチョフ論文集』合同出版社、1958年8月1日。
- 『ソ連の新七カ年計画と学制改革』ソビエトニュース社編集部（訳）、ソビエト・ニュース社、1958年12月20日。
- ノーボスチ通信社訳編『平和共存か熱核戦争か』駿台社、1963年2月20日。
- 英・エンカウンター誌（編）、1963年9月10日『ロバの尻尾論争以後』直井武夫（訳）、自由社。
- ウォルター・リップマン（著）『英和対照フルシチョフ会見記』黒田和雄（訳）、原書房、1963年10月30日。
- 鈴木啓介、水野俊彦共編『フルシチョフ毒舌警句名言集』〈平和新書〉、アサヒ芸能出版、1964年1月15日。
- 『社会主義と共産主義 : 論説選集(1956-1963年)』駿台社編集部（訳）、駿台社、1964年4月1日。
- 日刊労働通信社（編）、1964年5月10日『フルシチョフ言説集』日刊労働通信社。
- 『帝国主義は人民と平和の敵 : 論説選集(1956-1963年)』駿台社編集部（訳）、駿台社、1964年7月25日。
- 『フルシチョフ経済論集 第1巻』フルシチョフ経済論集刊行会（訳）、刀江書院、1964年12月10日。
- 『民族解放運動 : 論説選集(1956-1963年)』駿台社編集部（訳）、駿台社、1964年12月20日。
- 『労働運動と共産主義運動 : 論説選集(1956-1963年)』駿台社編集部（訳）、駿台社、1964年6月1日。
- ストローブ・タルボット（編）、1972年2月25日『フルシチョフ回想録』タイムライフブックス編集部（訳）、タイム・ライフ・インターナショナル。
- 『フルシチョフ最後の遺言 上』佐藤亮一（訳）、河出書房新社、1975年5月30日。
- 『フルシチョフ最後の遺言 下』佐藤亮一（訳）、河出書房新社、1975年5月30日。
- 『フルシチョフ秘密報告「スターリン批判」』〈講談社学術文庫〉、志水速雄（訳）、講談社、1978年12月10日。
- ジェロルド・シェクター,ヴャチェスラフ・ルチコフ（編）、1991年4月『フルシチョフ封印されていた証言』福島正光（訳）、草思社。